# Geologie van Vlaanderen
De geologie van Vlaanderen en de aangrenzende gebieden in Noord-Frankrijk en noord(west) Wallonië is het gevolg van tektonische, sedimentaire en uitzonderlijk ook vulkanische gebeurtenissen en processen die over een tijdspanne van honderden miljoenen jaren plaatsvonden. Daarbij bevond Vlaanderen zich initieel in een stabiele tektonische positie op het Massief van Brabant, maar later steeds vaker in de overgangszone tussen de robuuste massieven in het zuidoosten (Ardennen) en de wegzakkende bodem in het noorden (West-Nederlands Bekken). 

## Het begin

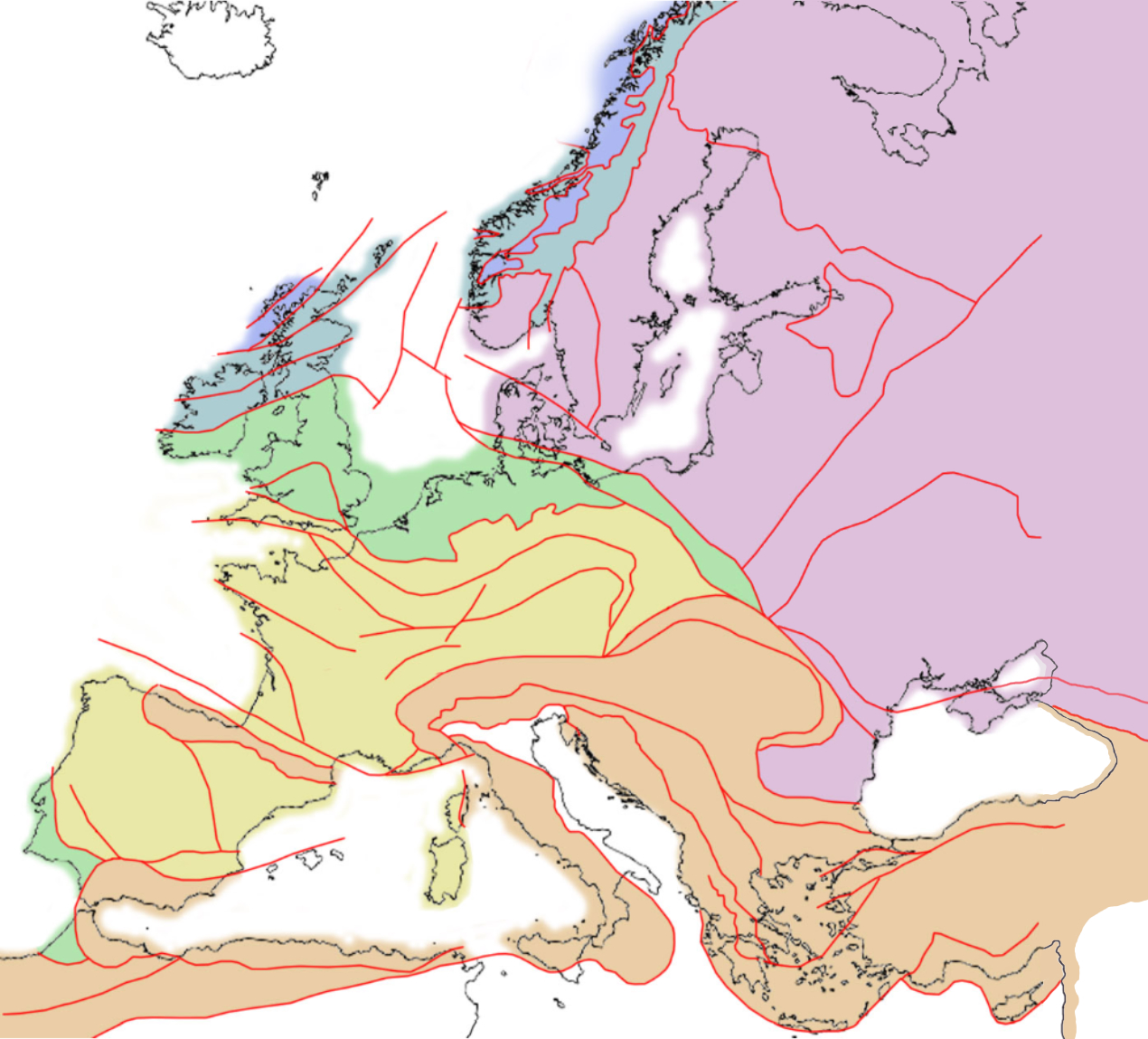
Posities van Avalonia (groen), Baltica (paars) en Laurentia (blauw) in het huidige Europa

Na het opbreken van supercontinent Rodinia aan het eind van het Precambrium, bevond het stukje aardkorst dat uiteindelijk Vlaanderen zou gaan heten zich aan de noordzijde van het continent Gondwana. Vlaanderen lag toen nog in de zuidelijke hemisfeer, in een vrij diepe zee op de grens van het continentaal plat. Doorheen het Cambrium werden duizenden meters dikke lagen sediment afgezet, vaak door turbidieten. De restanten van deze karakteristieke afzettingen vormen, met een ouderdom van circa 540 miljoen jaar, de oudst gekende gesteenten van Vlaanderen. Ze worden aangetroffen in de buurt van Halle, in de Zennevallei ten zuidwesten van Brussel.
In het begin van het Ordovicium (± 475 Ma) brak door rifting het microcontinent Avalonia af van Gondwana. Een groot deel van het huidige West-Europa lag op dit pas ontstane microcontinent Avalonia en driftte door de Iapetusoceaan naar het noorden, richting Baltica en Laurentia.

## Caledonische orogenese
Tegen het einde van het Ordovicium (± 445 Ma) naderden Avalonia en Baltica elkaar dankzij subductie van de tussenliggende Thornquistoceaan onder de oostelijke rand van Avalonia. Als gevolg hiervan kwam het op vrij uitgebreide schaal tot vulkanisme, met als belangrijkste voorbeelden de vulkaanpijp van Quenast en de intrusie van Lessen, beiden bekend voor de productie van kasseien. In Vlaanderen was het vulkanisme geconcentreerd rond Roeselare. Ondertussen lag Vlaanderen echter nog steeds onder zeeniveau en werden er nog altijd grootschalig zand, silt en klei afgezet.
In het Siluur botsten finaal de continenten Avalonia en Baltica tegen elkaar, later gevolgd door het continent Laurentia, om uiteindelijk een groot continent te vormen: Laurussia. De botsing ging gepaard met gebergtevorming, in dit geval de Caledonische orogenese. Vanaf ± 430 Ma werd het zuidwesten van Vlaanderen hierdoor omhoog gestuwd, grote delen kwamen boven zeeniveau te liggen en sedimentatie werd gestopt. Gedurende 30 miljoen jaar werd, tijdens de 'Brabantse fase' van de Caledonische orogenese, in een brede strook tussen Londen en Luik het gesteente geplooid, omhooggestuwd en gemetamorfoseerd. Het resultaat hiervan was het London-Brabant-Massief, in België vooral gekend onder de naam Massief van Brabant, een machtig gebergte dat nadien als het ware de ruggengraat van de Vlaamse geologie zou gaan vormen.

## Devoon en Carboon

Aan het begin van het Devoon lag België aan de zuidelijke rand van het Old-Redcontinent. De oceaan in het zuiden begon zich geleidelijk te sluiten.

Al vanaf het begin van het Devoon kreeg het Caledonisch gebergte te maken met stevige erosie. Aan beide zijden van de bergketen werden de typische rode conglomeraten en arenieten gevormd, erosieproducten van het Massief van Brabant. Deze afzettingen komen in een groot deel van West-Europa in de ondergrond voor en staan bekend als Old Red Sandstone. De rode kleur kent z'n oorsprong in het ariede tot subtropische klimaat dat over Laurussia heerste, wat leidde tot de vorming van lateriet, een bodemsoort met een duidelijk rode kleur. Sinds het Cambrium was Avalonia gestaag naar het noorden opgeschoven en intussen lag het op een tropische breedtegraad.

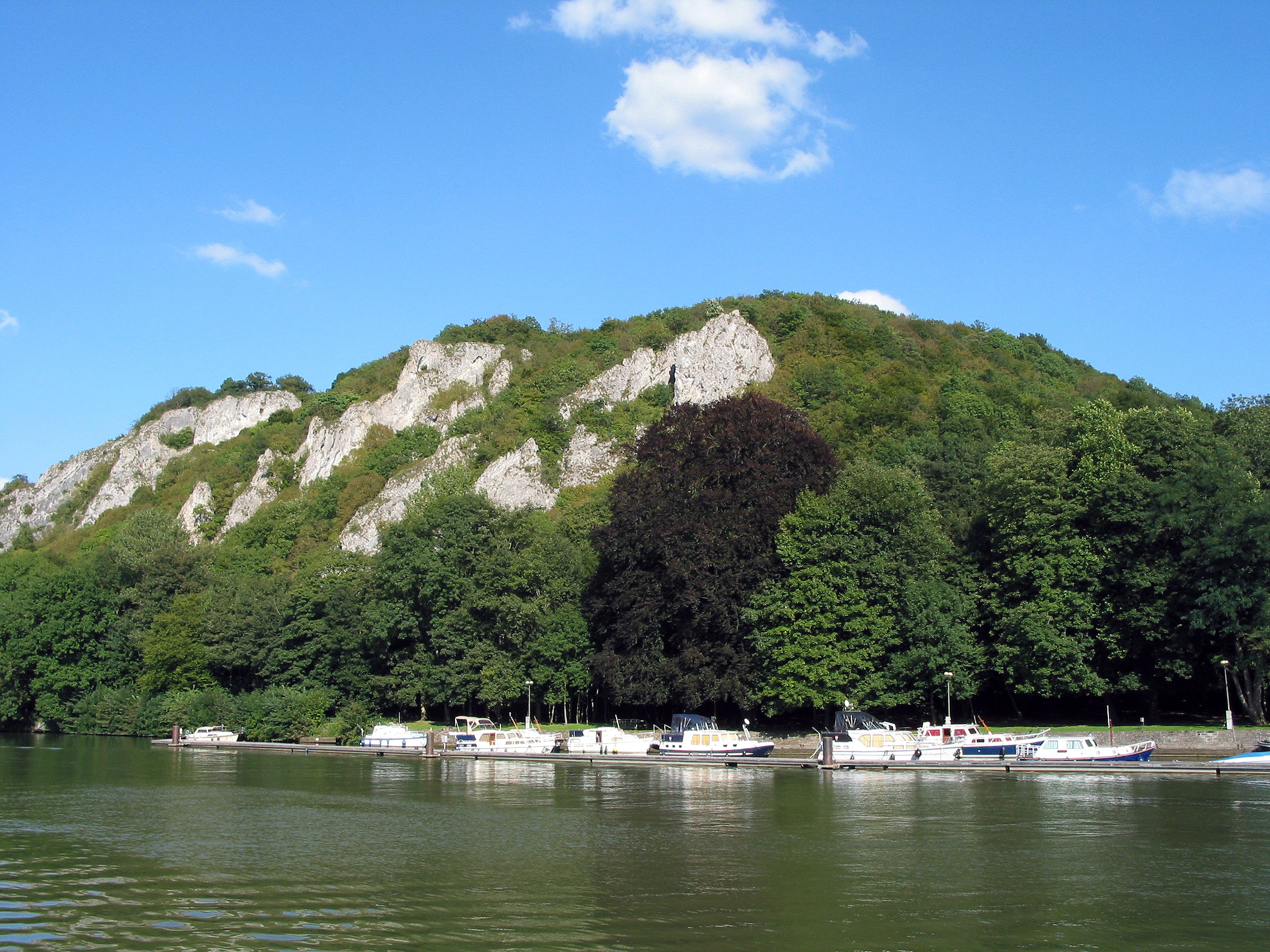
De rotsen van Waulsort, een in Wallonië dagzomend voorbeeld van een kalksteenmassief ontstaan uit mud mounds.

Vanaf het Midden-Devoon nam de hoeveelheid erosiemateriaal van het inmiddels afgevlakte Massief van Brabant sterk af. In de tropische zeeën ten noorden en ten zuiden van het massief waren de omstandigheden daarom ideaal voor het neerslaan van kalk, zowel biologisch als biochemisch. Tot en met het Vroeg-Carboon ontwikkelden zich zo met name in het Bekken van de Kempen (noordflank Massief van Brabant) net zoals in de Ardennen gigantische mud mounds, een soort koraalriffen opgebouwd uit crinoïden, die uiteindelijk werden omgevormd tot kalksteenmassieven.

## Hercynische orogenese

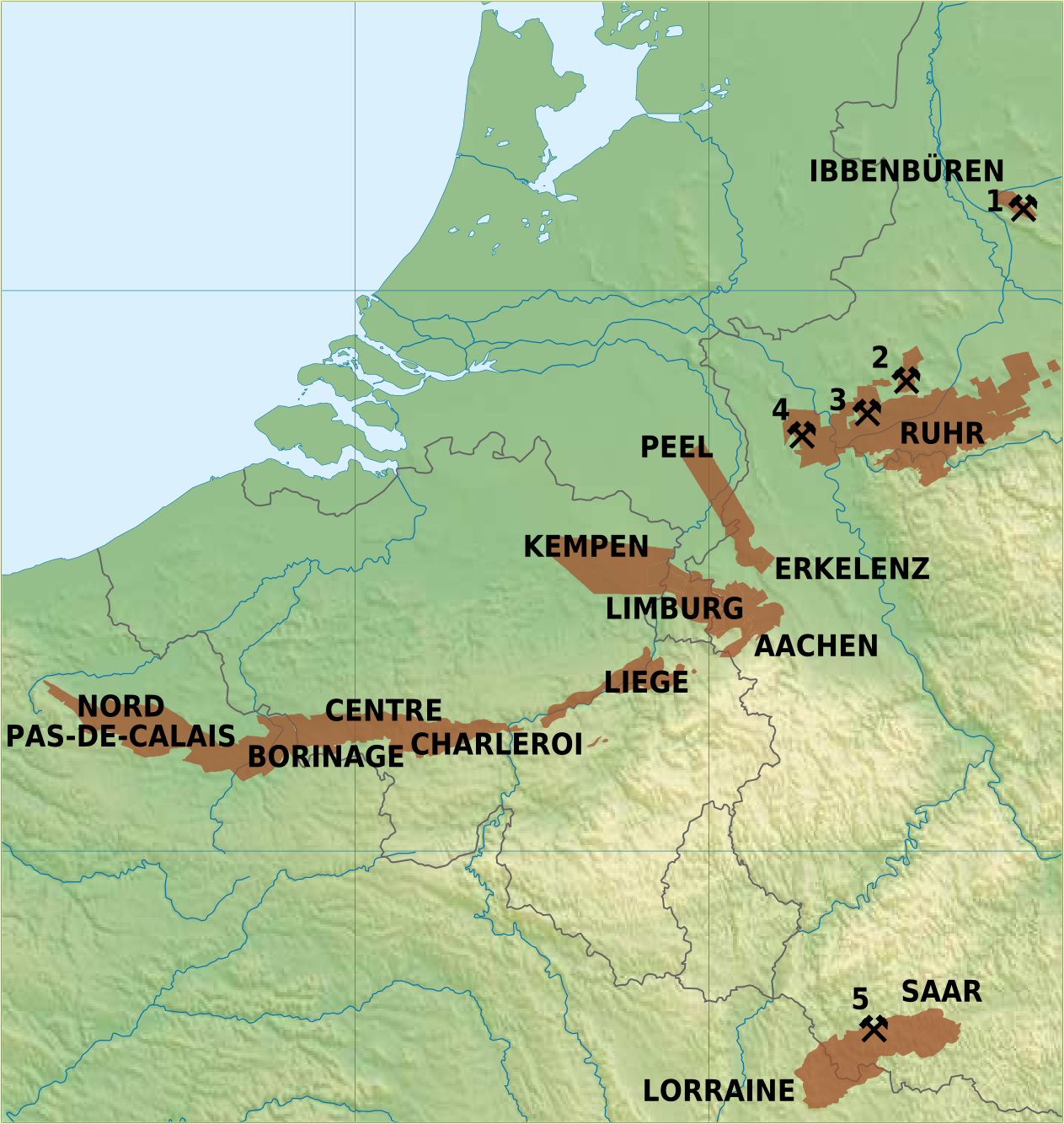
De steenkoolgebieden in en rond Vlaanderen. De genummerde mijnen waren nog actief in 2012. In 2018 sloot echter de laatste Duitse steenkoolmijn.

Tijdens het Laat-Carboon naderde vanuit het zuiden de invloed van de Variscische of Hercynische gebergtevorming, resulterend uit de botsing tussen Gondwana en Laurussia. Hoewel Vlaanderen uiteindelijk net buiten schot zou blijven, veroorzaakte het plots aan de zuidoostgrens oprijzende gebergte wel een overbelasting van de lokale sedimentatiebekkens, met name het Bekken van de Kempen. Immers, hoewel in Vlaanderen door het nabije gebergte een voorlandbekken gevormd werd, was de aanvoer van afbraakmateriaal van datzelfde gebergte zeer hoog, waardoor inzakking en opvulling elkaar, op een initiële opvulcyclus na, in evenwicht hielden. De zee en koraalriffen verdwenen, en het gebied werd een uitgestrekt deltagebied, waarin een soort mangrove groeide. Het tropische klimaat maakte de productie van een enorme hoeveelheid plantaardig materiaal mogelijk. De afgestorven plantenresten werden onder het kalme water opeengehoopt en van de lucht afgesloten zodat ze niet verrotten. Eens dit organisch materiaal voldoende diep was begraven, werd het omgevormd tot steenkoollagen, die in de Limburgse Kempen uitgebaat werden in Beringen, Eisden, Houthalen, Waterschei, Winterslag, Zolder en Zwartberg.

## Perm-Trias-Jura
Bij het aanbreken van het Perm had zich het supercontinent Pangea gevormd. Vlaanderen veranderde door de centrale positie op het supercontinent in een dorre vlakte. Iets meer noordelijk, in Noord-Nederland en Noord-Duitsland, waar altijd al een voorloper van de Noordzee had gelegen, droogde deze nu regelmatig uit en liet dikke zoutafzettingen achter. In Vlaanderen viel de sedimentatie tijdens het Perm echter quasi volledig stil, enkel het noordoosten van Antwerpen en Limburg kenden wat fluviatiele sedimentatie. Die situatie bleef in stand tijdens het Trias, terwijl Pangea langzaam uiteen scheurde door de vorming van de Atlantische Oceaan. Als gevolg van deze Atlantische rifting ontstonden ook secundaire zwaktezones op het continent, gekend als slenken. De belangrijkste van deze slenken zou uiteindelijk evolueren naar de Noordzee. Twee zuidoostelijke uitlopers daarvan, de Rijnslenk en de Roerdalslenk, zijn eveneens van belang voor de verdere geologische geschiedenis van de Lage Landen. Vanaf het Jura steeg de zeespiegel nadrukkelijk en kwam volledig Vlaanderen weer onder water te staan. Fijne mariene kleien werden afgezet. Door de nadien volgende Kimmerische opheffing werden deze afzettingen echter over heel Vlaanderen weer geërodeerd, behalve in de vanaf toen sterk inzakkende Roerdalslenk.

## Krijt

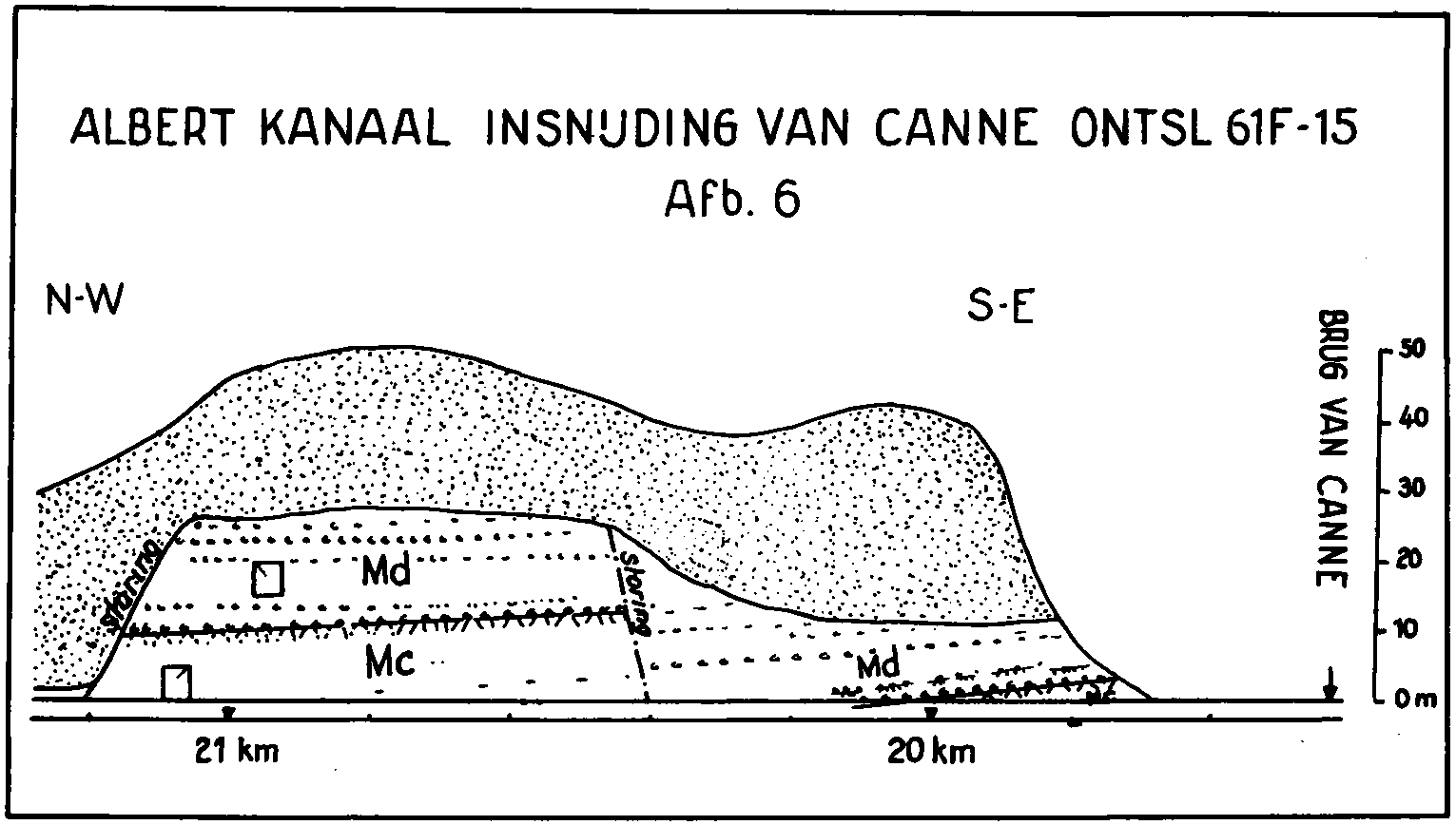
Krijtontsluitingen Albertkanaal insnijding van Kanne

Ongeveer 100 miljoen jaar geleden lag Vlaanderen op de breedtegraad waar zich nu de Middellandse Zee bevindt. De zeespiegel stond ook meer dan 100m hoger dan heden ten dage. Enkel bergketens zoals de Ardennen, het Zwarte Woud en het Centraal Massief staken nog boven het zeewater uit, de Alpen bestonden nog niet. De aanvoer van sedimenten was dan ook gering. Dit waren ideale omstandigheden voor de productie van biogene kalkstenen, zoals het typische krijt waaraan deze geologische periode z'n naam dankt.

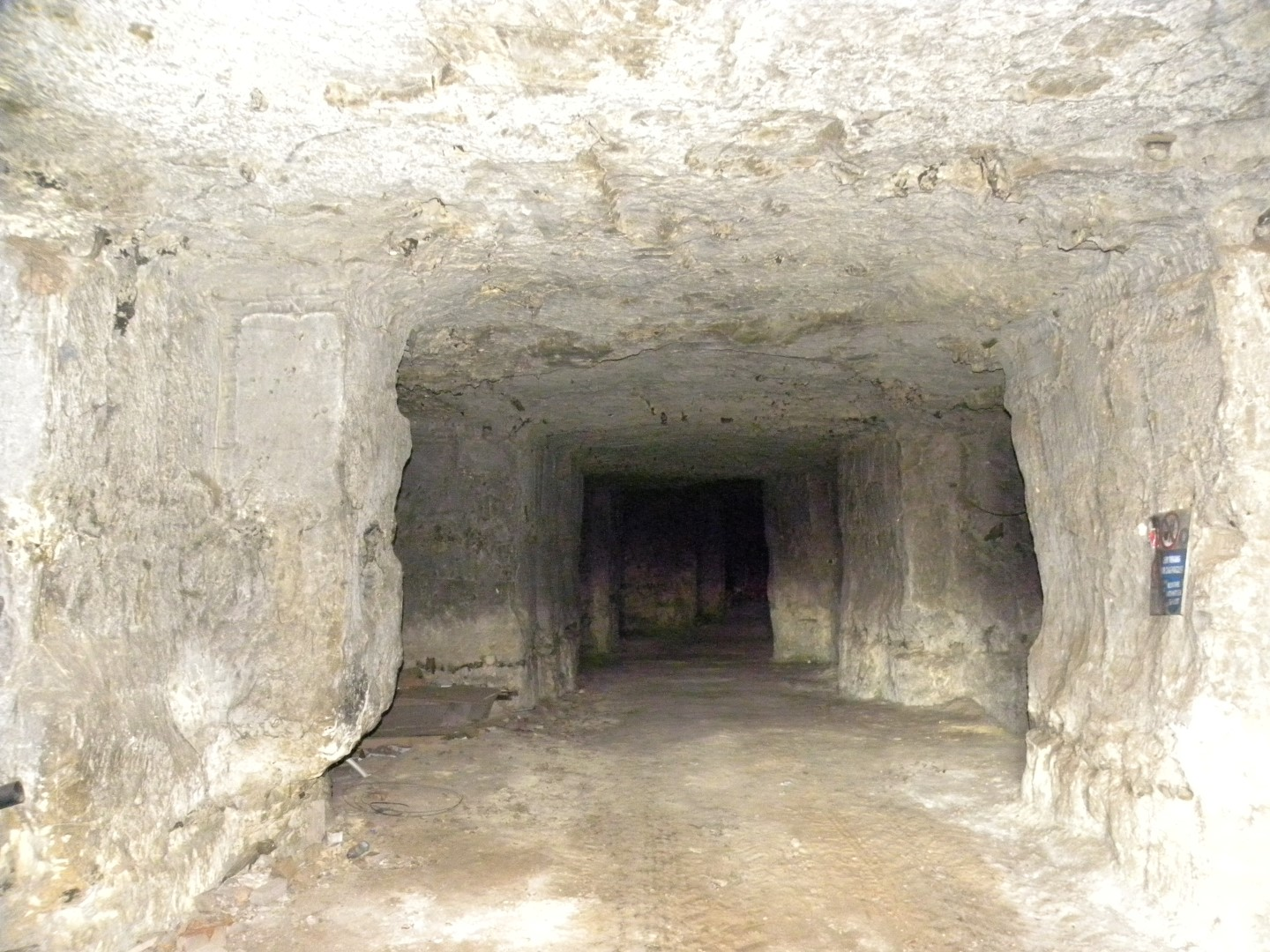
Mergelgrot te Zichen-Zussen-Bolder (Riemst). In België vindt men dergelijke krijtgroeves onder meer ook in Kanne, Vechmaal, Lanaye en Folx-les-Caves

Het krijt werd over volledig Vlaanderen afgezet. Op de as van het Massief van Brabant (de lijn Nieuwpoort - Oudenaarde - Waver) zijn de afzettingen aanzienlijk minder dik omdat het Massief tijdens de afzetting als een paleogeografisch hoog boven de omgeving uitstak. Door latere erosie is het Krijt op sommige locaties op de 'kam' van het Massief van Brabant zelfs helemaal verdwenen. Naar het noordoosten (en, in minder mate, het zuidwesten) neemt de dikte van het Krijt echter snel toe, tot meer dan 300m in de Noorderkempen.
In het uiterste zuidoosten van Vlaanderen, nog ten zuidoosten van Tongeren en tegen de taalgrens aan, dagzoomt het Krijt (Formatie van Maastricht). Iets meer noordelijk, van Riemst tot Heers, valt het echter te bewonderen in de talrijke mergelgrotten.
Ook in Voeren dagzoomt het Krijt, middels de Formaties van Vaals en Gulpen.

## Paleogeen
De inslag van de meteoriet op het Mexicaanse schiereiland Yucatán tekende, samen met het vulkanisme van de Deccan Traps in India, zo'n 65 miljoen jaar geleden het doodsvonnis van de dinosauriërs. Deze gebeurtenissen lieten echter ook hun sporen na in de geologie van Vlaanderen. Ze veroorzaakten immers een significante afkoeling van het klimaat, waardoor de zeespiegel wereldwijd daalde, waardoor meer sedimenten in zee terecht kwamen. Coccolithoforen, de algen die de basis vormen van krijtgesteente, waren door het geblokkeerde zonlicht bovendien bijna uitgeroeid. Dit, samen met het feit dat Vlaanderen doorheen het Krijt noordwaarts was gedreven, zorgde ervoor dat de sedimentatie in het Paleogeen helemaal anders zou verlopen dan voorheen. Afzetting van krijt was verleden tijd. Vanaf nu zouden in de voortdurende nabijheid van de relatief ondiepe en koele Noordzee enkel nog mariene lagen zand en klei worden afgezet, afgewisseld met een zeldzame deltaïsche of fluviatiele sequentie. Pas bij de aanvang van het Quartair zou de focus echt verschuiven naar continentale afzetting.

### Paleoceen

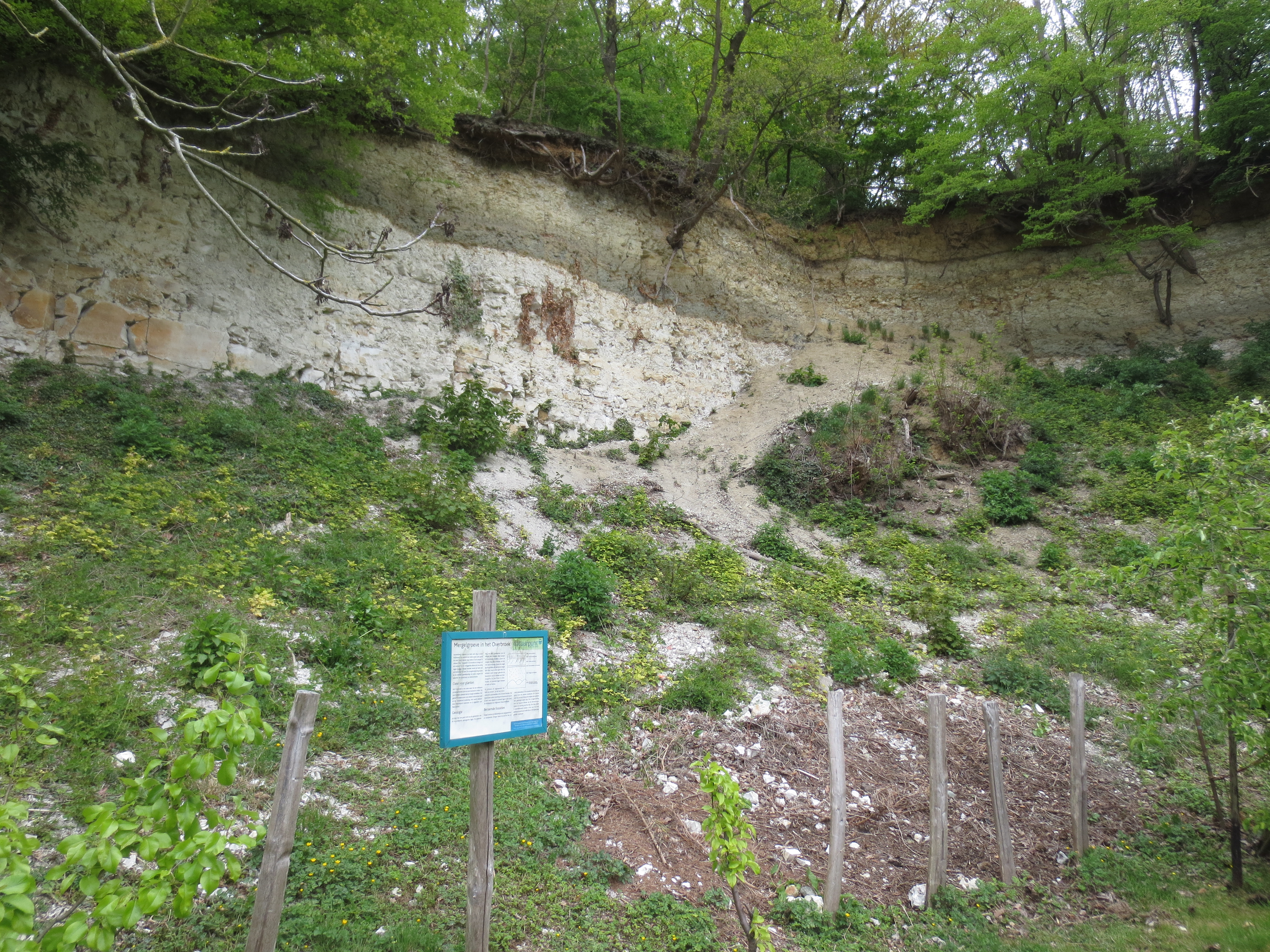
Mergels van Gelinden in ontsluiting. In deze groeve werden de fossiele bladeren aangetroffen.

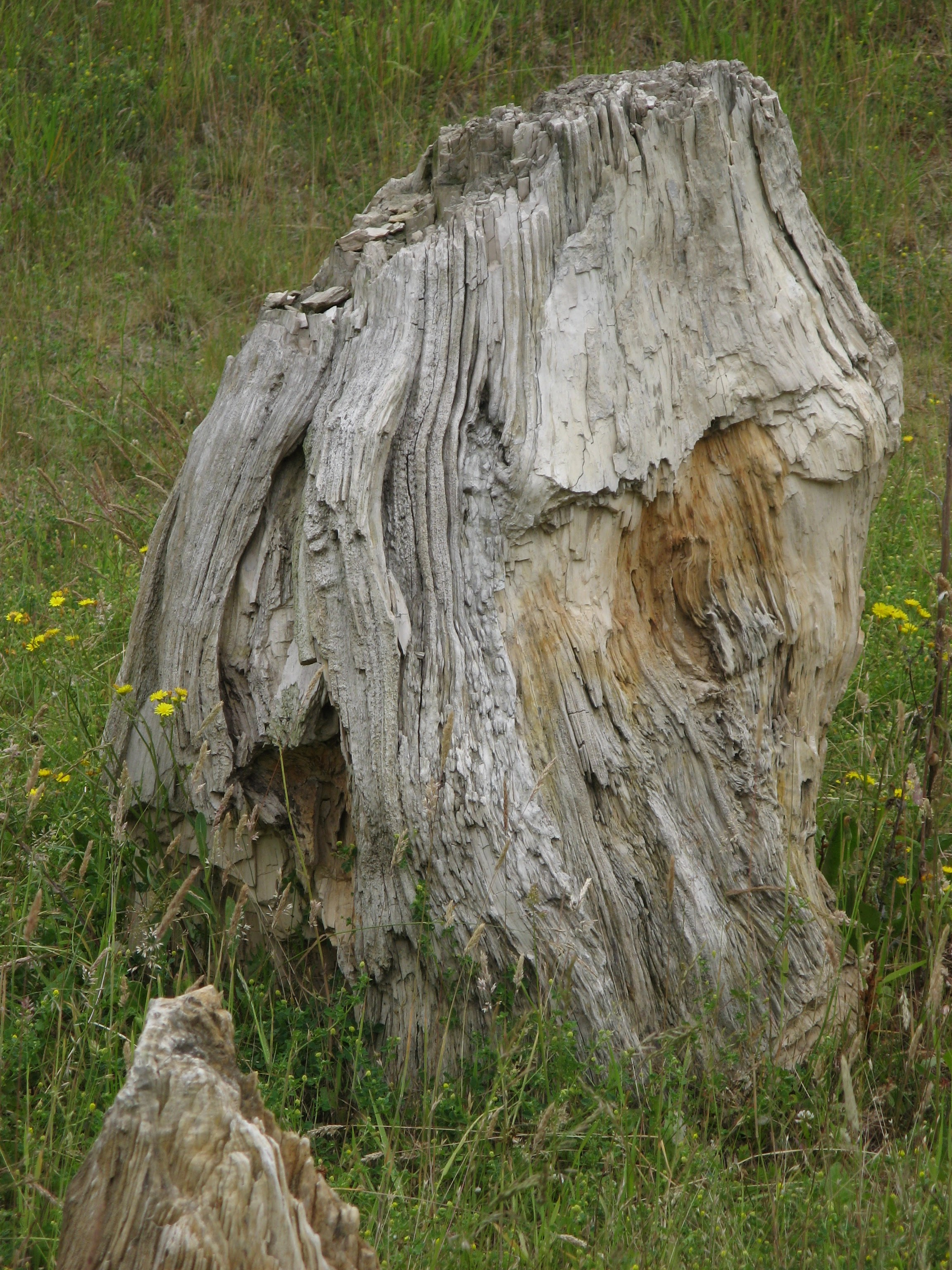
Versteende boomstam uit het Paleoceen (Geosite Goudberg, Hoegaarden)

De eerste Paleogene afzetting in Vlaanderen is de Opglabbeek Formatie. Deze eenheid komt enkel in Limburg voor en bestaat uit lagunaire kleien. De westelijke helft van Vlaanderen lag tijdens de eerste helft van het Paleoceen langdurig boven water, waardoor een deel van de krijtafzettingen geërodeerd werd. De oostelijke helft van Vlaanderen lag wel onder water. Daar werd dan ook de Heers Formatie afgezet, gekenmerkt door de glauconietzanden van Orp en de mergels van Gelinden (herwerkte kalk afkomstig uit geërodeerde Krijtafzettingen). In dat laatste pakket zijn perfect bewaarde boombladeren teruggevonden van onder meer eik, kastanje en laurier, wat wijst op gelijkaardige klimatologische en botanische omstandigheden als vandaag.
In de tweede helft van het Paleoceen stijgt de zee verder en komt ook het westen van Vlaanderen onder water te staan. De Noordzee vormt nu een brede baai die tot aan Parijs reikt. In het noorden van Vlaanderen worden kleien afgezet, in het zuiden een kleiig zand met hoog (geremanieerd) kalkgehalte. Deze eenheden worden gegroepeerd in de Formatie van Hannut. Wanneer tijdens een beperkte zeespiegeldaling aan het eind van het Paleoceen een zuidoostelijke kuststreek droog valt van Waver tot Tongeren, wordt de Formatie van Tienen afgezet. Dit is geologische eenheid gevormd uit zowel continentale, lagunaire als ondiep mariene afzettingen. Kenmerkend is het voorkomen van ligniet. Het opmerkelijkste overblijfsel uit de Formatie van Tienen is zonder twijfel het verkiezelde bos van Hoegaarden.
De Paleocene geologische eenheden dagzomen allen in Haspengouw. Enkel de Formatie van Opglabbeek wordt niet ontsloten.

### Eoceen
In het Ypresiaan bereikt de Noordzee haar maximale oppervlakte, vooruit gestuwd door het Eocene klimaatoptimum. De Noordzee staat via het Bekken van Parijs in contact met de Golf van Biskaje en de Atlantische Oceaan. In het westen overspoelt ze grote delen van Engeland. Ook in de Rijnslenk en aanverwante gebieden dringt ze ver inlands door. In deze omstandigheden wordt de Formatie van Kortrijk afgezet, een dik pakket van dense mariene kleien. Deze klei - ook gekend onder de naam Ieper klei, naar de Ieper Groep - wordt over heel noordwest-Europa afgezet en is in Groot-Brittannië gekend als de London Clay. De kleien van de Formatie van Kortrijk vormen een pakket van meer dan 100m dik in het westen en centrum van Vlaanderen. Nabij Limburg wordt de Formatie van Kortrijk vrij abrupt afgesneden (hoekdiscordantie) door de Oligocene Formatie van Sint Huibrechts-Hern. In het grootste deel van Limburg is de Ieper klei dan ook afwezig. De Kortrijk Formatie dagzoomt in een groot deel van West-Vlaanderen, het zuidwesten van Oost-Vlaanderen en in enkele valleien in Vlaams-Brabant.

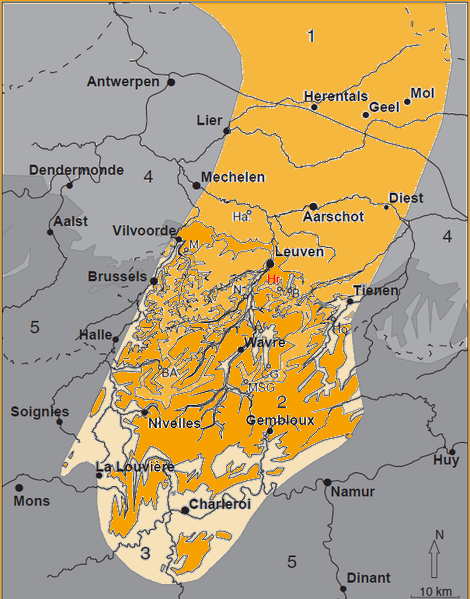
Het voorkomen van de zanden van de Formatie van Brussel in centraal-België.

Ver weg in het zuiden van Europa werd onder invloed van de Afrikaanse plaat de Iberische plaat tegen de Euraziatische plaat gedrukt: de Pyreneeën rezen op. Dit zorgde ook in Vlaanderen voor een (zeer) beperkte opwelving van de aardkorst, die evenwel genoeg was om de Ieperiaanzee veel ondieper te maken dan voorheen. Dit laat zich ook lezen in de sedimenten die werden afgezet: eerst de siltige Formatie van Tielt, daarna de zandige Formatie van Gentbrugge. In het Lutetiaan was de Noordzee dermate teruggedrongen dat het zuidelijke contact met de Atlantische Oceaan bijna verloren ging. Enkel het Nauw van Laon bleef nog over, te vergelijken met het hedendaagse Nauw van Calais, maar dan meer oostwaarts, min of meer tussen Brussel en Reims en noord-zuid georiënteerd. Sterke getijdenstromen in deze zee-engte zorgden voor een diepe uitschuring van de onderliggende Ieperiaan kleien. Lokaal wordt door deze diepe geulen zelfs de sokkel van het Massief van Brabant bereikt. Uiteindelijk geraakten deze geulen opgevuld door de gele zanden van de Formatie van Brussel. Ten westen van de geulen wordt in een rustige strandomgeving de Formatie van Aalter afgezet, een sequentie van fijne glauconiet- en ligniethoudende zanden. Welk faciës ten oosten van de geulen werd afgezet is een raadsel, aangezien deze sedimenten later door de Formatie van Sint-Huibrechts-Hern volledig werden geërodeerd. Het Lutetiaan pakket wordt afgesloten met de Formatie van Lede, een zandpakket met zandsteenverkittingen, de Balegemse steen is hiervan een bekend voorbeeld.
In het Bartoniaan wordt de Formatie van Maldegem afgezet, een zeer herkenbare afwisseling van mariene kleien en glauconietzanden. De Formatie verdwijnt in het oosten van Vlaanderen door de hoekdiscordantie met de Formatie van Sint-Huibrechts-Hern. De sequentie dagzoomt in het noorden van de provincies Oost- en West-Vlaanderen, en vormt daar de cuesta van Zomergem-Oedelem. In het zuiden komen outliers voor op de Kemmelberg, de hoogste heuvels van de Vlaamse Ardennen, en de heuvels in de omgeving van Leuven.

### Oligoceen
Na de Iberische plaat wordt nu ook de Adriatische plaat tegen de Euraziatische plaat gedrukt. Het gevolg daarvan is het ontstaan van de Alpen. Ook vormt zich, als een verre rimpeling, de Weald-Artoisrug. Belangrijker is dat als reactie op de druk vanuit Zuid-Europa de wijde omgeving van de Rijnslenk inzakt en dat daardoor ook het oostelijk deel van Vlaanderen wordt beïnvloed. De afzettingen van het Oligoceen liggen met name in het oosten van Vlaanderen in een hoekdiscordantie ten opzichte van de onderliggende oudere lagen. Hierdoor snijdt de reeds voornoemde Formatie van Sint-Huibrechts-Hern verscheidene onderliggende lagen af. In het westen van het land liggen de lagen wel min of meer concordant op elkaar; het equivalent van de Sint-Huibrechts-Hern Formatie is daar de Formatie van Zelzate. Beide geologische eenheden bestaan voornamelijk uit zand, in zuidoost-Limburg komen ook lagunaire kleien en schelprijke, estuariene zanden voor die afgesplitst worden in de Formatie van Borgloon.
Vervolgens stijgt de zeespiegel verder en breidt de Noordzee weer zuidwaarts uit, tot diep in de Ardennen en de Rijnslenk. Over de intussen verder opgewelfde Weald-Artoisrug geraakt de zee niet, dus een connectie met het Bekken van Parijs blijft uit. In Vlaanderen wordt een dik kleipakket afgezet, de Formatie van Boom. Deze klei dagzoomt in het Waasland en het Rupelstreek en wordt daar nog steeds ontgonnen in en om de cuesta van Boom. Waar de klei meer zand- en slitfractie bevat, wat vooral in Limburg het geval is, spreekt men over de Formatie van Eigenbilzen. Bovendien gaat in het zuidoosten van Limburg, tussen Maasmechelen en Sint-Truiden, de onderkant van de Formatie van Boom over in een strandzand: de Formatie van Bilzen.

Localisatie van onder meer de Roerdalslenk. Merk op dat het deel tussen de Feldbissbreuk en de Breuk van Rauw ('Kempens Blok') ook wel wordt beschreven als Roerdalslenk sensu lato.

Het Paleogeen sluit in Vlaanderen af met de Formatie van Voort. Deze Formatie bestaat uit donkere glauconietzanden en dagzoomt nergens, maar komt wel in de ondergrond van het grootste deel van de Kempen voor. De Formatie van Voort werd afgezet toen de subsidentie in onder meer de Roerdalslenk (en aanverwant Kempen Blok) sterk toenam als gevolg van de intensiverende Alpiene orogenese. Hierdoor ontstonden (of eerder: reactiveerden) randbreuken zoals de Breuk van Rauw en de Feldbissbreuk. Dit verklaart waarom de Formatie van Voort in noord-Limburg tot meer dan 60m dikte bereikt, terwijl enkele kilometers meer naar het westen, over de Breuk van Rauw, nauwelijk een tiental meter Formatie van Voort werd afgezet. Gedurende heel het Neogeen zou deze situatie zich herhalen, waarbij pakketten van dezelfde geologische eenheid veel dikker werd afgezet in de Roerdalslenk dan daarbuiten.

## Neogeen
Bij het aanbreken van het Neogeen was Antarctica voorgoed het contact verloren met zowel Australië als Zuid-Amerika. Als gevolg daarvan trok zich de Antarctische circumpolaire stroom op gang, die Antarctica voor een belangrijk deel klimatologisch zou isoleren van de rest van de Aarde. Door de positie van het continent op de zuidpool, genereerde dit een vicieuze cirkel van steeds verdergaande afkoeling, met uiteindelijk enorme ijskappen als resultaat, Dit liet z'n sporen na over de hele wereld, zo ook in Vlaanderen. De zeespiegel daalde doorheen het Neogeen steeds verder en de Noordzee trok zich verder terug naar het noorden. Het zuiden van Vlaanderen kwam voorgoed boven zeeniveau te liggen en begon langzaam te eroderen. In het noorden ging de sedimentatie nog wel verder, maar steeds in kustnabije omstandigheden.

### Mioceen

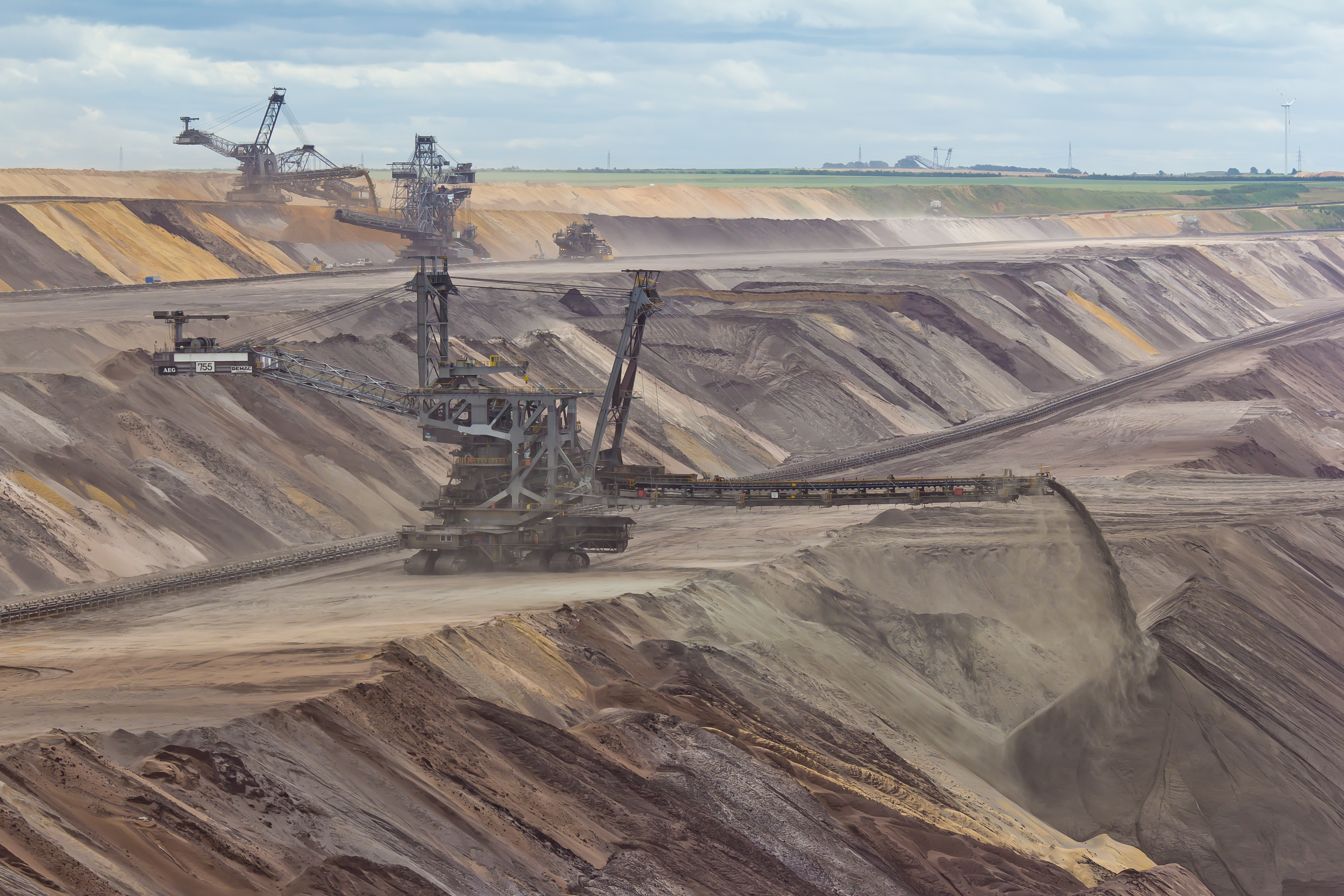
Bruinkoolwinning in Noordrijn-Westfalen.

Zo'n kustnabije omstandigheden zijn van toepassing op de Formatie van Bolderberg, de onderste geologische eenheid van het Mioceen in Limburg. Het betreft strandzanden en lignietlagen gevormd in kustmoerassen. In het destijds meest wegzakkende deel van de Roerdalslenk zijn deze bruinkoollagen meer dan 100m dik en worden ze ontgonnen in enorme dagbouwmijnen, zoals Hambach, Garzweiler en Inden.
In de provincie Antwerpen en (het noordoosten van) Oost-Vlaanderen wordt op hetzelfde moment in een ondiepe baai de Formatie van Berchem afgezet, een pakket fossielrijke, bijna zwartgekleurde zanden.
De rest van Vlaanderen ligt op dat moment boven zeeniveau, en, onder invloed van de inzakkende Roerdalslenk en het opstuwende Massief van Brabant, banen rivieren zich een weg in noordoostelijke richting. Plaatselijke snijden ze zich vrij diep in, zoals tussen Leuven en Diest. Op het dieptepunt van de geul wordt zelfs de volledige Formatie van Boom geërodeerd. Ongeveer 11 miljoen jaar geleden stijgt de zeespiegel opnieuw en stomen deze riviervalleien onder water. Door getijstromen worden de bestaande geulen nog verder uitgediept en verbreed. Daarna worden in de Kempen en in deze verdronken riviermondingen de mariene fijne zanden van Dessel afgezet. Op het hoogtepunt van de transgressie zal de zee van Cap Blanc Nez (fossiele klif aldaar) over Kassel, Rijsel, Waver naar Hasselt reiken. In deze brede baai worden glauconiethoudende zanden afgezet: de Formatie van Diest.
Wanneer de zee zich zo'n 8 miljoen jaar geleden weer wat naar het noorden terugtrekt, komen de glauconietzanden van Diest bloot te liggen. Onder invloed van regenwater wordt limoniet gevormd, een oranjebruine ijzerzandsteen. Deze zandstenen dagzomen op de hogere toppen van de Vlaamse Ardennen (o.m. Hotond, Muziekberg, Pottelberg), in het Hageland, het Zuidwest-Vlaamse heuvelland (o.m. Kemmelberg) en in Noord-Frankrijk (o.m. Kasselberg), steeds op een hoogte van meer dan 100m TAW. Het is belangrijk te beseffen dat, alhoewel de zeespiegel tijdens het Mioceen inderdaad hoger stond dan nu, deze afzettingen hun hoogteligging tegenover het hedendaagse zeeniveau vooral te danken hebben aan de opheffing van het Massief van Brabant sindsdien.
In (noord)oosten van Vlaanderen, in de nabijheid van de Roerdalslenk en nabije omgeving, regeert op datzelfde moment (8 Ma) een deltafront waarin afbraakmateriaal (fijn tot grof glauconietzand) afkomstig van de voorloper van de Rijn wordt afgezet. Doorheen de tijd zal deze delta noordwaarts opschuiven, mettertijd steeds grover materiaal meevoerend. In het Messiniaan (ca. 6 Ma) wordt in de Antwerpse Kempen, ietwat beschut van de Rijn-delta, nog de Formatie van Kasterlee afgezet, een vrij dunne laag kleiig fijn glauconietzand.

### Plioceen

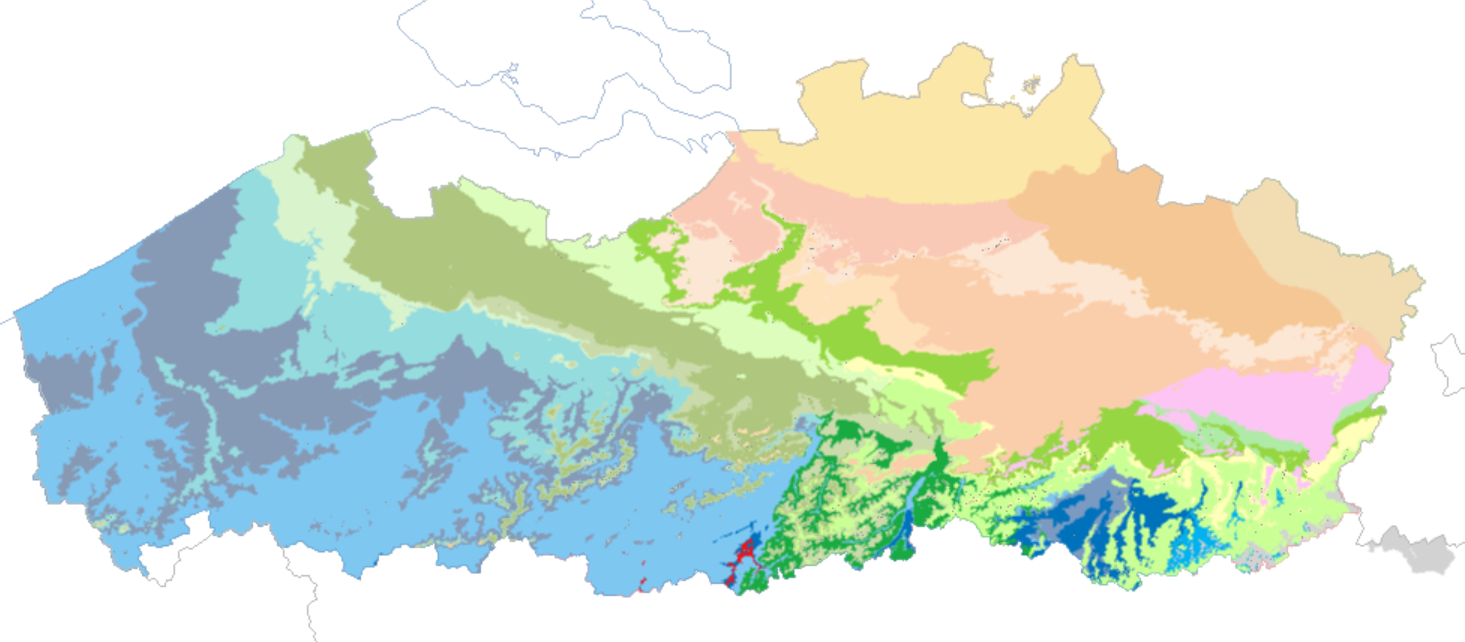
Geologische kaart van Vlaanderen. Met uitzondering van het uiterste zuidoosten van Limburg (grijs, Krijt) en de Zennevallei bij Halle (rood, Cambrium), dagzomen in Vlaanderen alleen Tertiaire geologische eenheden onder een (meestal dunne) Quartaire deklaag. De Paleogene afzettingen zijn weergegeven in blauw- en groentinten, de Neogene in oranjetinten.

In het Plioceen schuift, zoals vermeld, de proto-Rijndelta verder op naar het noord(west)en. In de Roerdalslenk (noordoost-Limburg) wordt de Kiezeloöliet Formatie afgezet, gekenmerkt door vrij grof wit zand met tussenliggende sprietlagen. Net ten westen van de Slenk wordt de Formatie van Mol afgezet, met in feite exact dezelfde lithologische kenmerken.
In het noorden van Oost-Vlaanderen en Antwerpen wordt de Formatie van Kattendijk afgezet, een verzameling kleiige zanden dagzomend in het Waasland en de haven van Antwerpen. Deze zanden vullen een wijde geul op die in het Waasland de Formatie van Boom gedeeltelijk erodeerde. Waarschijnlijk werd deze geul, zoals de voornoemde Diest-geul, gevormd door getijstromingen in een verdronken estuarium.
Om het Tertiair te besluiten worden in een verder terugtrekkende Noordzee ook nog de Formatie van Lillo (dagzomend in de omgeving van Antwerpen-stad) en de Formatie van Merksplas afgezet, al overspant die laatste eigenlijk ook een deel van het vroegste Quartair.

## Quartair
Het begin van het Quartair betekent de intrede van de ijstijden. De ijskappen breidden zich over Noord-Europa en de Alpen uit, het hedendaagse landschap krijgt meer en meer vorm. Het is bijzonder om te beseffen dat pas in dit geologische tijdperk - en dan nog rijkelijk laat - een diersoort ontstaat die we allen van dichtbij kennen: Homo sapiens, oftewel de mens.

### Pleistoceen

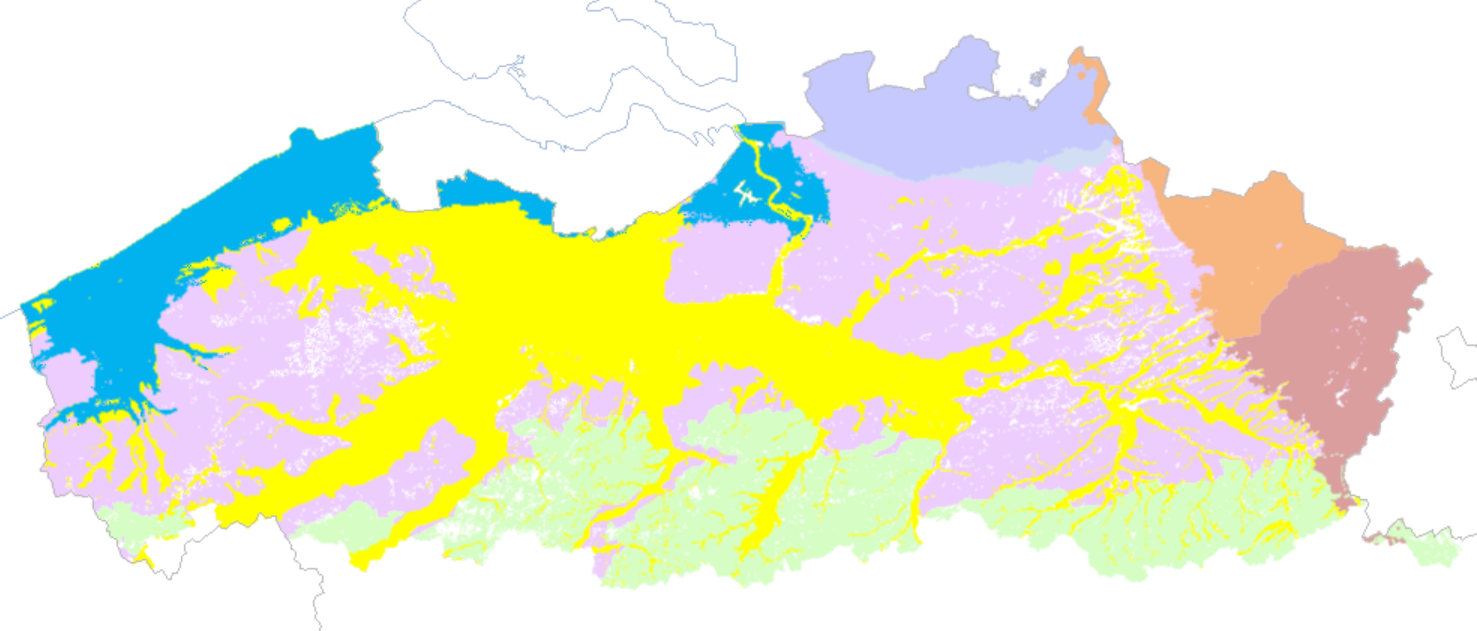
Vereenvoudigde weergave van de Quartaire afzettingen in Vlaanderen. Blauw zijn de mariene afzettingen, geel de afzettingen van de Vlaamse Vallei, oranje/rood de grinden van het Kempens Plateau. Groen (leem) en roze (dekzand) geven weer waar eolische sedimenten rechtstreeks op het Tertiair liggen. Lokaal komt slechts enkele cm's Quartair voor (wit). Alluvium en terrasafzettingen zijn niet weergegeven.

In het Pleistoceen spelen de rivieren een grote rol in de ontwikkeling van het hedendaagse landschap. Als gevolg van de wisselende klimaatcondities snijden ze diep in en zetten op andere momenten dan weer grote hoeveelheden sedimenten af. Gezien de variatie aan geologische processen en afzettingen, bespreken we de Pleistocene geschiedenis voor de drie grote rivierbekkens apart.

#### Maas- en Rijnbekken
Zoals op het einde van het Tertiair, trekt de Noordzee zich verder noordwaarts terug. Alleen in de Noorderkempen vindt in het Vroeg-Quartair nog enigszins mariene sedimentatie plaats: in een zeebocht waarin de Rijn uitmondt, wordt een twintigtal meter dik pakket fijne zanden en kleien afgezet. Het zijn de Formatie van Malle (fijn zand) en Weelde (klei). Met name de klei werd in het verleden op vrij grote schaal ontgonnen langs het kanaal Dessel-Turnhout-Schoten, onder meer in Beerse. Verderop, in Nederland, werd dezelfde klei - daar klei van Tegelen genoemd - reeds door de Romeinen gebruikt om tegels en dakpannen van te bakken.
Ten zuiden van deze estuariene Rijnafzettingen wordt in de rest van Antwerpen en Limburg de Formatie van Stramproy afgezet, een heterogene geologische eenheid bestaand uit een eolische en fluviatiele zanden, fossiele bodems, organisch materiaal (gyttja) en lokaal ook klei en grind. Deze mengelmoes aan lithologieën illustreert het continentale karakter van de afzetting. Het grootste deel van de Formatie van Stramproy bestaat in het oosten van Vlaanderen uit bleke zanden afkomstig van de voorlopers van Jeker, Demer, Gete, Dijle en Zenne. De Nete bestond op dat moment nog niet. Al deze rivieren stroomden, onder invloed van de zakking van de Roerdalslenk en de opheffing van het Massief van Brabant in noordoostelijke richting het alzo ontstane (licht) hellend vlak af. Al die tijd draaide de Maas bij Luik trouwens op dezelfde manier in noordoostelijke richting af richting Aken, waarna ze in de Rijn uitmondde.
Ongeveer 1 miljoen jaar geleden, tijdens het Baveliaan, kwam hier echter verandering in. Onder invloed van tektonische bewegingen in de Roerdalslenk en de verstikkende hoeveelheid afbraakmateriaal die werd aangevoerd, verlegde de Maas zijn bedding naar een meer noordwestelijke positie en kwam zo in Limburg terecht. Ook de Rijn draaide bij Jülich naar het noordwesten af en kwam zo ook in (noord-)Limburg terecht. Beide rivieren zetten grove zanden af: de Maas de Winterslag zanden (Formatie van Zutendaal) en de Rijn de Lommel zanden (Formatie van Sterksel).
Vervolgens, in het Cromeriaan, werd de door de Maas aangevoerde fractie als gevolg van de intensiverende ijstijden nog grover. Er werd tussen 800.000 en 600.000 jaar geleden dan ook een dik pakket grinden afgezet (naar schatting 5 miljard ton), het Zutendaal grind uit de gelijknamige formatie. Als gevolg van de plotseling beschikbare accommodatieruimte na het verlaten van de smalle Ardense valleien, werd deze geologische entiteit in een puinwaaiervorm afgezet, nu nog steeds duidelijk herkenbaar op digitale hoogtemodellen en genoegzaam bekend als het Kempens Plateau. Het Zutendaal grind is een bonte collectie gesteentefragmenten van diverse afkomst: de Ardennen, de Condroz, Lotharingen en de Vogezen.

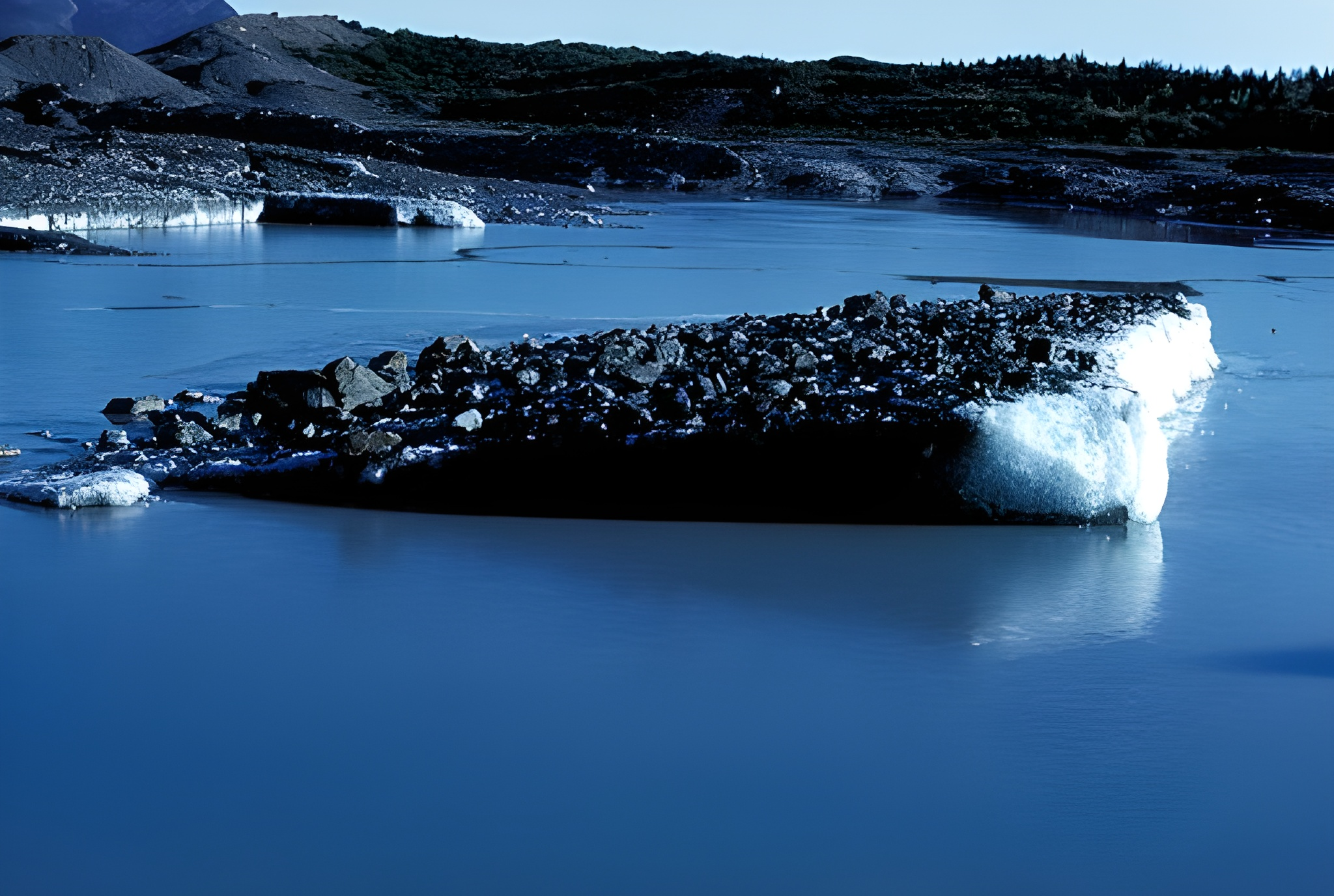
Een voorbeeld van ice rafting debris voor de kust van Antarctica

Opvallend is ook de soms enorme grootte van de rotsblokken die door de Maas werden meegevoerd: blokken met een doorsnede van bijna een meter zijn geen uitzondering. Dit kan worden verklaard als ice rafted debris (IJsschotszwerfsteen): rotsblokken breken 's winters door vorsterosie af van de bergflank, rollen de vallei in en komen op een bevroren rivier terecht; bij de inzettende dooi worden deze rotsblokken vervolgens op ijsschotsen stroomafwaarts de verwilderde rivier meegevoerd.
Op het eind van het Cromeriaan, omstreeks 500.000 jaar geleden schuift de Maas opnieuw lichtjes oostwaarts. Daar vindt de rivier minder resistente ondergrond en snijdt zich in. Aan de westkant van de puinwaaier van de Zutendaal grinden snijden rivieren als de Grote en Kleine Nete zich eveneens in de zachtere Formatie van Stramproy in (terugschrijdende erosie van het Scheldebekken). Het resultaat is reliëfsinversie: de resistente puinwaaier steekt nu als plateau boven het omliggende landschap uit, daar waar de Maas zich eertijds had ingesneden.

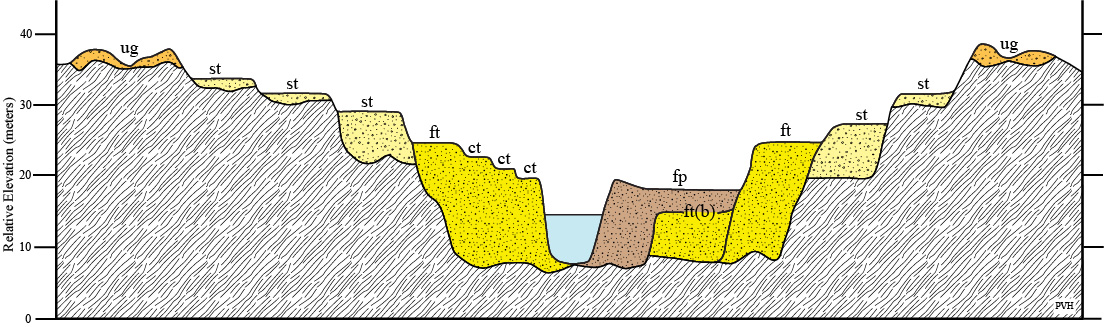
Hypothetisch voorbeeld van een terraslandschap. Links het Kempens Plateau, rechts daarvan de terrassen van o.m. Lanaken en Caberg-Pietersem. Centraal in de vallei liggen dan de bedolven terrassen van de Formatie van Lanklaar.

De zich aan de oostflank van het Kempens Plateau insnijdende Maas laat doorheen de volgende ijstijden enkele terrasniveaus na omdat de reliëfsinversie zich telkens herhaalt. Het bovenste terras is dat van Lanaken (Cromeriaan) uit de gelijknamige formatie, zo'n 10 à 20m onder het Kempens Plateau. Lager in de vallei vindt men ook nog de terrassen van Caberg-Pietersem (Elsteriaan), Eisden, Maasmechelen en Geistingen, allen in de Formatie van Lanklaar. De laatste drie terrassen zijn van Saaliaan of Weichseliaan ouderdom en werden door recentere afzettingen bedolven.
Tijdens de laatste ijstijd, het Weichseliaan, kwamen vanuit de drooggevallen Noordzee zand en silt aanwaaien. Honderden kilometers van hun oorsprong werden ze in (onder meer) het Maasbekken afgezet: dekzanden in de Noorderkempen en Noord-Limburg, leem in het zuiden van Limburg. De zanden worden gegroepeerd in de Formatie van Gent, de leem in de Formatie van Gembloux. Op verscheidene locaties vormden de aangeblazen sedimenten op het einde van het Weichseliaan landduinen, dit is bijvoorbeeld het geval in de buurt van Mol en op het Kempens Plateau.

#### Scheldebekken, IJzer en kustvlakte
Reeds op het eind van het Plioceen moet zich in Noord-Frankrijk een voorloper van de Schelde hebben gevormd, hetzelfde geldt voor Leie, Dender, Zenne, Dijle, Gete en Demer.. Als gevolg van de subsidentie van de bekkens in het noordoosten van Vlaanderen enerzijds en de opheffing van de Weald-Artoisrug en het Massief van Brabant anderzijds, waterden de Schelde en haar hedendaagse zijrivieren gedurende het Vroeg-Pleistoceen elk afzonderlijk af naar een brede baai in het noordnoordoosten, zie ook hierboven bij Maas- en Rijnbekken. In de provincie Antwerpen werd door de huidige zijrivieren van de Schelde waarschijnlijk de heterogene Formatie van Stramproy afgezet, die door latere erosie echter bijna volledig verdween, al bestaan er mogelijk nog resten in de buurt van Herentals en Geel. Deze zanden werden vroeger beschreven als de inmiddels afgeschafte Formatie van Brasschaat en hun stratigrafische positie is op dit moment enigszins onzeker.
In Oost- en West-Vlaanderen en Vlaams-Brabant vond tijdens het Vroeg-Pleistoceen waarschijnlijk weinig afzetting plaats; hiervan is in elk geval niks overgebleven. De rivieren sneden in in de onderliggende Tertiaire lagen en verwijderden zo tientallen meters Paleogene en Neogene sedimenten. Sommige geologische zones boden meer weerstand dan andere, waardoor differentiële erosie optrad en bepaalde heuvels (toen nog in beperkte mate) boven het landschap kwamen uitsteken. Dit was met name het geval nabij de taalgrens, waar ijzerzandstenen van de Formatie van Diest succesvol weerwerk boden tegen de erosieve krachten.

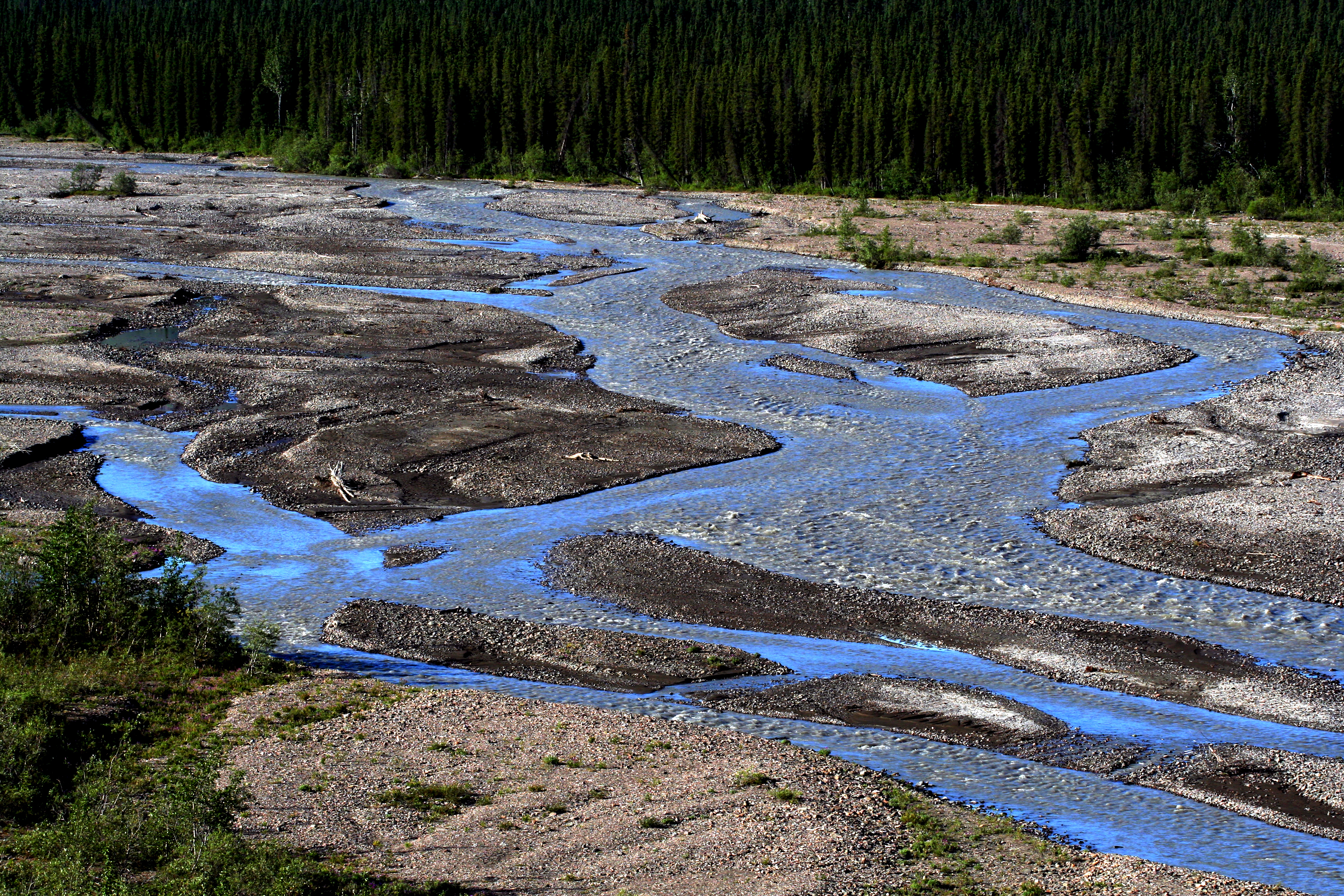
Een verwilderde rivier in Canada, het hedendaagse analoog van de Schelde en haar bijrivieren tijdens het Midden- en Laat-Pleistoceen.

Tijdens het Vroeg-Pleistoceen waren de klimaatomstandigheden in de contreien van Vlaanderen nog relatief gematigd. Er bestonden wel voorlopers van de latere ijstijden, maar deze waren korter en de ijskappen bleven vaak op een respectabele afstand in Midden-Scandinavië. De zeespiegel bleef ook heel de periode relatief hoog. De Schelde en de andere Vlaamse rivieren meanderden dan ook gezapig doorheen het landschap, en de snelheid waarmee geërodeerd werd was niet erg hoog. Daar kwam op het eind van het Vroeg-Pleistoceen (vanaf het Menapiaan) verandering in. De ijstijden intensiveerden, de ijskappen breidden verder uit naar het zuid(west)en en de zeespiegel daalde meermaals naar bijna honderd meter onder het huidige niveau. Dit had ook gevolgen voor de rivieren in het Scheldebekken. Door de koude omstandigheden en de lage zeespiegelstanden nam erosie spectaculair toe en veranderden de meanderende rivieren in verwilderde rivieren. Leie, Schelde, Dender, Zenne, DIjle, Gete en Demer sneden zich in in de onderliggende Krijtlagen in Noord-Frankrijk en Wallonië. Al dit afbraakmateriaal werd middels de verwilderde rivieren met geweld naar het noorden gevoerd, alwaar het de Tertiaire lagen verder insneed. Op het eind van elke ijstijd, als de zeespiegel steeg en de ijzige omstandigheden (en dus ook een groot deel van de erosie) verdwenen, lieten deze 'stervende' verwilderde rivieren pakketten silexkeien achter in hun bedding. Tijdens de volgende ijstijd bleken deze keien toch enige weerstand te bieden tegen de opnieuw verwilderde rivier, waarna deze een gemakkelijker pad koos en de silexkeien links liet liggen. Hierna, herhaalde het hele proces zich. De rivier sneed zich alzo door de rest van het Pleistoceen trapsgewijs in, bij elke ijstijd een terras achterlatend. De Vlaamse Ardennen waren geboren.

De Marine Isotope Stages van de voorbije 800.000 jaar, met bijhorende klimaatschommelingen.

De datering van deze terrassen is moeilijk, onderstaande ouderdommen zijn gebasserd op het terugtellen van ijstijden en dus eerder indicatief. In het stroomgebied van Leie en de bovenloop van de Schelde worden op de heuvelflanken volgende terrasniveaus geobserveerd, van (topografisch) boven naar onder: Hotond (Menapiaan, MIS 34-38), Saint-Sauveur (Baveliaan, MIS 23), Rozebeke (Cromeriaan, MIS 16), Kruishoutem (Elsteriaan, MIS 12), Meulebeke (Elsteriaan, MIS 10). Ook in Dender-, Zenne- en Dijlebekken zijn terrassen bekend, deze werden echter nog niet gecorreleerd.
Naargelang het Pleistoceen vorderde, werden de ijstijden steeds meer uitgesproken. Tijdens het Elsteriaan (meer bepaald MIS 12) strekte de Arctische ijskap tot in Noord-Nederland. Deze ijskap verhinderde de drainage van de Rijn, Maas, Theems en ook de Schelde - die waarschijnlijk intussen haar oostelijke zijrivieren had gecapteerd - naar het noorden, richting de Noordzee. Zo ontstond een groot meer aan de zuidkant van de ijskap, in het zuiden 'afgedamd' door de Weald-Artoisrug. Waarschijnlijk bedekte het meer ook het noordwesten van Vlaanderen, maar hier zijn geen sedimenten van overgebleven. Het laagste punt van de 'Weald-Artois-dam' bevond zich ergens tussen Dover en Calais en daar stroomde zo'n 425.000 jaar geleden een eerste keer het meer over. Snel vormde zich een uitdiepende en breder wordende geul en het meer liep bijna volledig leeg. Rivieren als Theems en Schelde stroomden nu via deze voorloper van het Nauw van Calais naar het Kanaal. De Rijn en Maas stroomden echter, eens de ijskappen zich begonnen terug te trekken, weer de vrijgekomen Noordzee in.
Eens de ijskappen zich helemaal terug hadden getrokken, begon de Holsteiniaan tussenijstijd. Rivieren meanderden weer in plaats van verwilderd te stromen, en het zeeniveau steeg. Uiteindelijk zou het zeepeil stijgen tot minimum +10m TAW, het hedendaagse zeepeil. Waarschijnlijk werden in de lagere delen van Oost- en West-Vlaanderen mariene kleien en zanden afgezet, afgewisseld met veenlagen. Deze afzettingen zijn echter allemaal geërodeerd, met uitzondering van het laagplateau van Izenberge in de IJzervlakte.

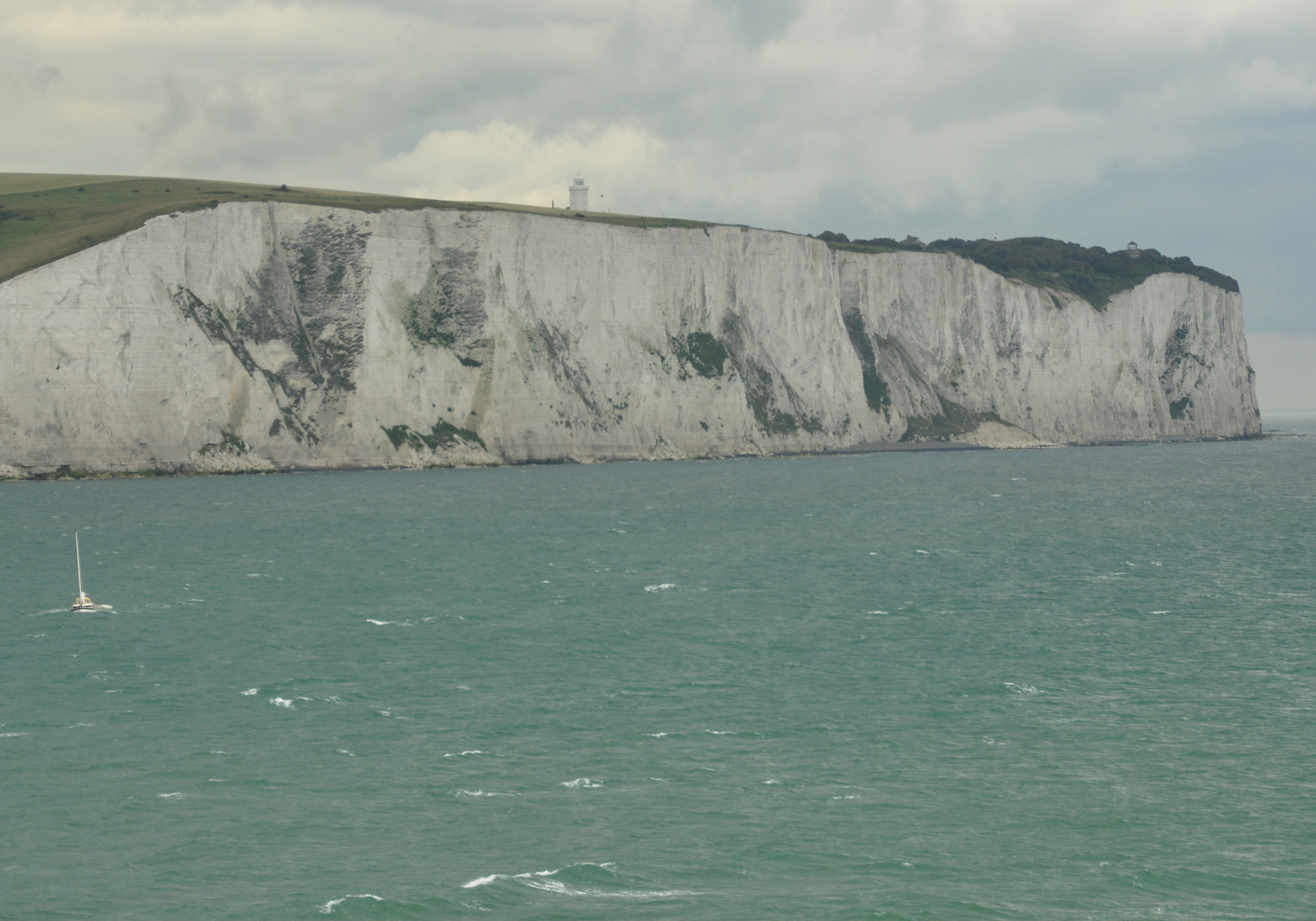
De krijtkliffen van Dover, de Engelse zijde van de zeestraat.

Na het Holsteiniaan volgde een nieuwe ijstijd, het Saaliaan. Op het hoogtepunt van het Saaliaan kende de Arctische ijskap de grootste uitbreiding ooit: ze reikte van Keulen over Nijmegen naar Utrecht en zo verder naar de Noordzee, de stuwwallen van de Veluwe achterlatend. Deze enorme ijskap zorgde opnieuw voor een blokkage van de afvoer richting de Noordzee. Opnieuw ontstond een meer, groeide het aan en vond uiteindelijk ongeveer 225.000 jaar geleden een uitweg via het Nauw van Calais. Dat zorgde niet alleen voor een extra verbreding en verdieping van de zeestraat, het liet ook een enorm litteken achter in het Vlaamse landschap van toen: de Vlaamse Vallei.
Door terugschrijdende erosie werd de afvoergeul van het Nauw van Calais immers ook in noordoostelijke richting uitgediept. Voor de Vlaamse kust werd een geul van meer dan 40m diep uitgeschuurd ('Oostende Vallei'). Landinwaarts, naar het oosten afdraaiend, maakte deze geul verbinding een geul van 20 à 30m diep, verlopend van Zeebrugge over Gent naar Mechelen en uiteindelijk zelfs Hasselt: de Vlaamse Vallei. Ten oosten van Mechelen werd de Vlaamse Vallei overigens stelselmatig minder diep. Op deze Vlaamse Vallei takten andere valleien aan: de Leie richting Kortrijk, de Schelde richting Oudenaarde, de Dender richting Aalst, de Zenne richting Brussel en de Dijle richting Leuven. In het noordoosten van het Scheldebekken liep ook een vallei met daarin de onlangs ontstane Nete die alzo aan het Kempens Plateau en de cuesta van de Noorderkempen begon te vreten. Al deze zijvalleien bereikten dieptes van 15m een meer ten opzichte van hun nabije omgeving.

Aan de basis van deze valleien, in het Meetjesland op zo'n -15m TAW, werden op het eind van het Saaliaan grinden afgezet, voornamelijk silexen. Deze eenheden worden gegroepeerd binnen de Formatie van Adegem. Nadien volgde een tussenijstijd, het Eemiaan. De Vlaamse Vallei stroomde onder (zee)water en verdronken venen en mariene kleien werden afgezet, zelfs tot in de buurt van Mechelen. Deze sedimenten behoren tot de Formatie van Oostende. De zijvalleien van de Vlaamse Vallei fungeerden tijdens het hoogtepunt van het Eemiaan min of meer als estuarium waar meanderende rivieren in zee uitmondden; hierin werd de Formatie van Oostwinkel afgezet, lemige fijne zanden vol organisch materiaal.

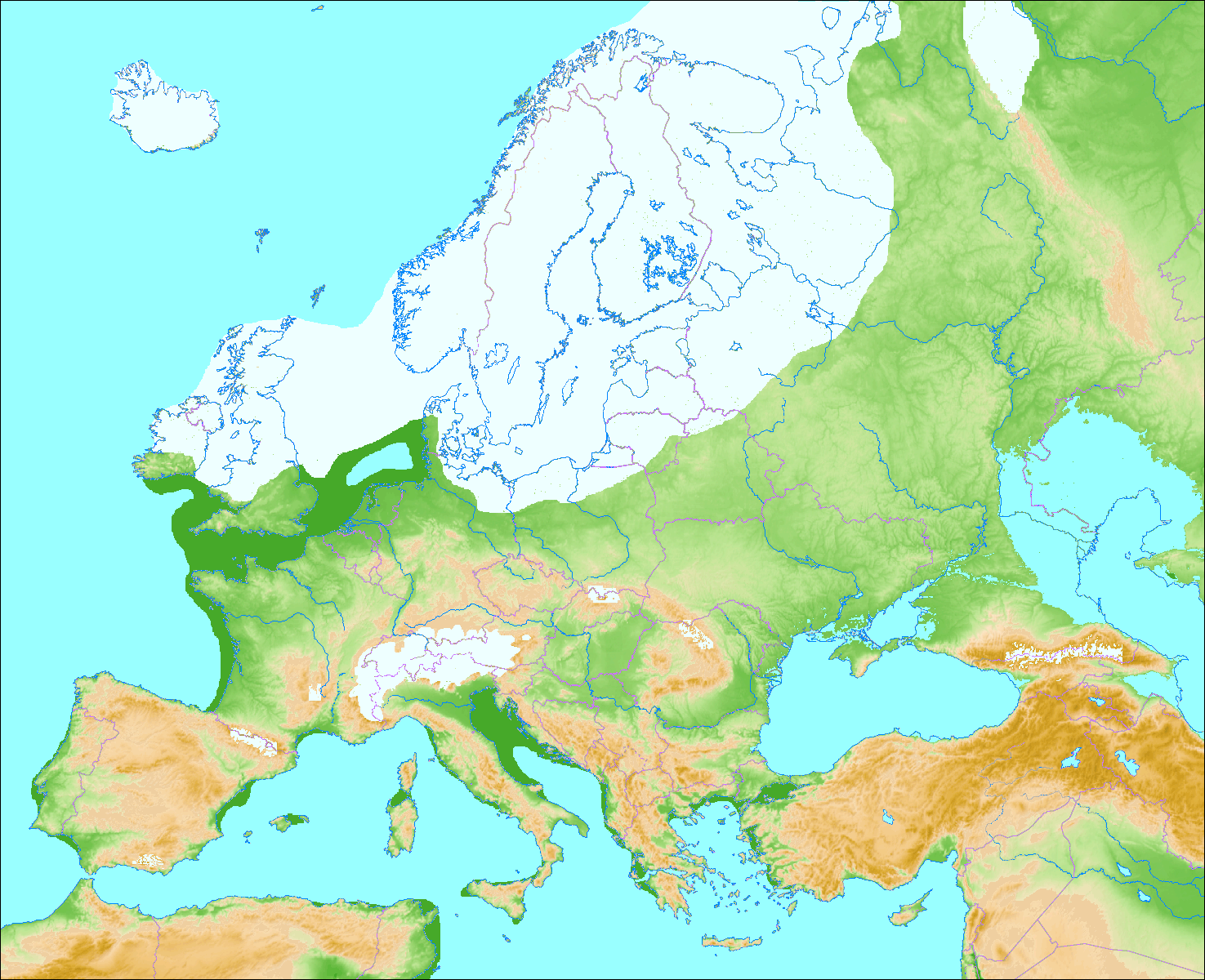
De uitbreiding van de ijskappen op het hoogtepunt van het Weichsel-glaciaal.

Het grootste deel van de Vlaamse Vallei werd echter opgevuld tijdens de volgende en tevens voorlopig laatste ijstijd: het Weichseliaan. Deze afzettingen bestaan onderaan uit grinden en grove zanden die bij hun transport een deel van de voorgaande Eemiaan-afzettingen erodeerden. Daarna volgt een tot 20m dik heterogeen pakket van vooral fijne zanden, vermengd met silt, geremanieerd veen en silexen. Deze opvulling was duidelijk het werk van een verwilderde rivier, de in de afzetting aanwezige vorstwiggen duiden ook op koude omstandigheden tijdens de sedimentatie. De Weichseliane opvulling van de Vlaamse Vallei wordt ingedeeld bij de Formatie van Eeklo.
Het zuidelijke deel van de Noordzee lag, met uitzondering van grote stroom waarin Schelde, Maas, Rijn, Thames en andere rivieren richting het Kanaal stroomden, grotendeels droog en was in grote mate onbegroeid. De winden die over deze poolwoestijn raasden, schepten in het Noordzeebekken sedimentdeeltjes op en zetten deze enkele honderden kilometers zuidelijker weer af. De zwaardere zandkorrels werden eerst afgezet, in Zandig Vlaanderen, waardoor de Vlaamse Vallei nog verder opgevuld geraakte. Meer zuidelijk werd de resterende lichtere fractie (loess) gedeponeerd in de leemgordel. De zanden worden gegroepeerd in de Formatie van Gent, de leem in de Formatie van Gembloux. Op sommige locaties vormden de aangeblazen sedimenten op het einde van het Weichseliaan landduinen of zandruggen. De meest opvallende van deze relatief beperkte reliëfverschillen is de dekzandrug Verrebroek-Gistel, die vanaf het Brugse over Maldegem en het noorden van het Meetjesland naar het noordoosten van het Waasland loopt.
Al die tijd waren de Schelde en haar bijrivieren naar het westen blijven stromen, doorheen de zich opvullende Vlaamse Vallei, richting Zeebrugge. In het Laatglaciaal kwam hier verandering in, toen de monding bij Zeebrugge verzandde en bij Antwerpen het Schijn en haar bijrivieren door de cuesta van Boom waren gebroken (het doorbraakdal van Hoboken) en alzo een uitweg voor het Scheldewater richting noorden vonden. Voor meer details, zie bij Schelde - Geschiedenis.

### Holoceen
In het grootste deel van Vlaanderen was op het einde van het Pleistoceen de landschapsvorming volbracht. Enkel in de riviervalleien en in de laaggelegen kustgebieden was de geologische opbouw nog niet vervolledigd.

#### De kustvlakte en de polders
In de eerste periode na de ijstijd, het Preboreaal, wierp het oprukkende zeewater een duinengordel op langs de nieuwe kustlijn. Dat gebeurde ongeveer 11.500 jaar geleden. In het daarachter liggend laagland ontwikkelt zich een uitgebreid moerasgebied met veenvorming die doorging gedurende het hele Boreaal. Dit veen ligt op veel plaatsen rechtstreeks op grindrijke niveaus uit het Laatglaciaal. Dit veen wordt in Nederland (en ook wel in België) dan ook het basisveen genoemd.

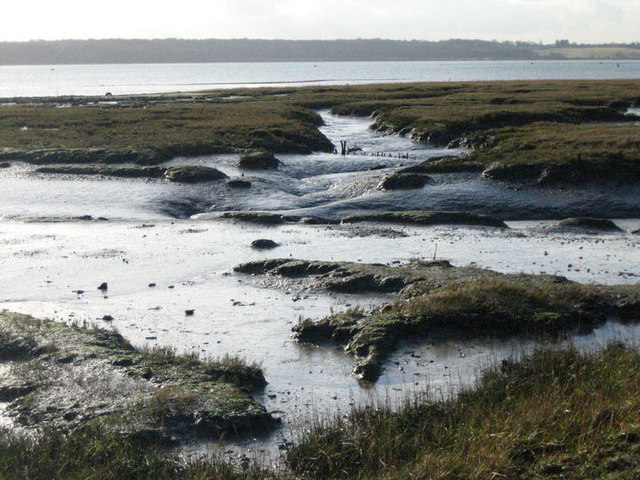
Typische slikken en schorren in Engeland.

Daarna volgde een periode van snelle zeespiegelstijging en een warmer klimaat. Deze periode wordt het Atlanticum genoemd (8.000 tot 6.000 jaar geleden). De zee overspoelde een deel van de kustvlakte en vormt een waddengebied (slikken en schorren). Op veel plaatsen werd het basisveen weggeslagen door golfwerking. De afzettingen die zich vormen in het waddengebied zijn voornamelijk fijne zanden met blauwgrijze keilenzen tussen. Deze sedimenten, variërend tussen enkele decimeters en 10m dik, worden ondergebracht in de Vlaanderen Formatie die in feite het hele Holocene pakket van de kustvlakte omvat, exlusief de duinen. Meer specifiek worden ze beschreven als afzetting van Calais.
Na het Atlanticum volgde een minder warme periode, het Subboreaal (ongeveer 6.000 tot 3.000 jaar geleden). De wadden schuiven weer naar het westen op, een nieuwe duinengordel wordt gevormd en hierachter vormen zich weer moerassen, waar een nieuwe veenlaag wordt afgezet. Deze afzettingen worden in België het oppervlakteveen genoemd, in Nederland heten ze het Hollandveen. Het veen komt in onder meer bij Nieuwmunster aan de oppervlakte en werd in de Middeleeuwen ontgonnen als brandstof.
Op het Subboreaal volgde het Subatlanticum, waarin de zee weer oprukte, mogelijk geholpen door verdieping van reeds bestaande getijdengeulen als gevolg van meer waterafvoer vanuit het binnenland. Dit zou veroorzaakt zijn door ontbossing in de IJzertijd, ontginning van het veen door de Romeinen en een klimatologische neerslagpiek. Het getij kon de vlakte weer opstromen en een uitgestrekt waddengebied vormen, waar in de geulen zand gesedimenteerd werd en in de ondiepe delen polderklei. Deze eenheid staat in België bekend als de afzetting van Duinkerke en in Nederland gekend als jonge zeeklei. De Duinkerke afzettingen zouden terug te leiden zijn tot twee grote transgressies in de 1e en de 4e eeuw, maar deze visie staat momenteel ter discussie, zie Duinkerke-transgressies.

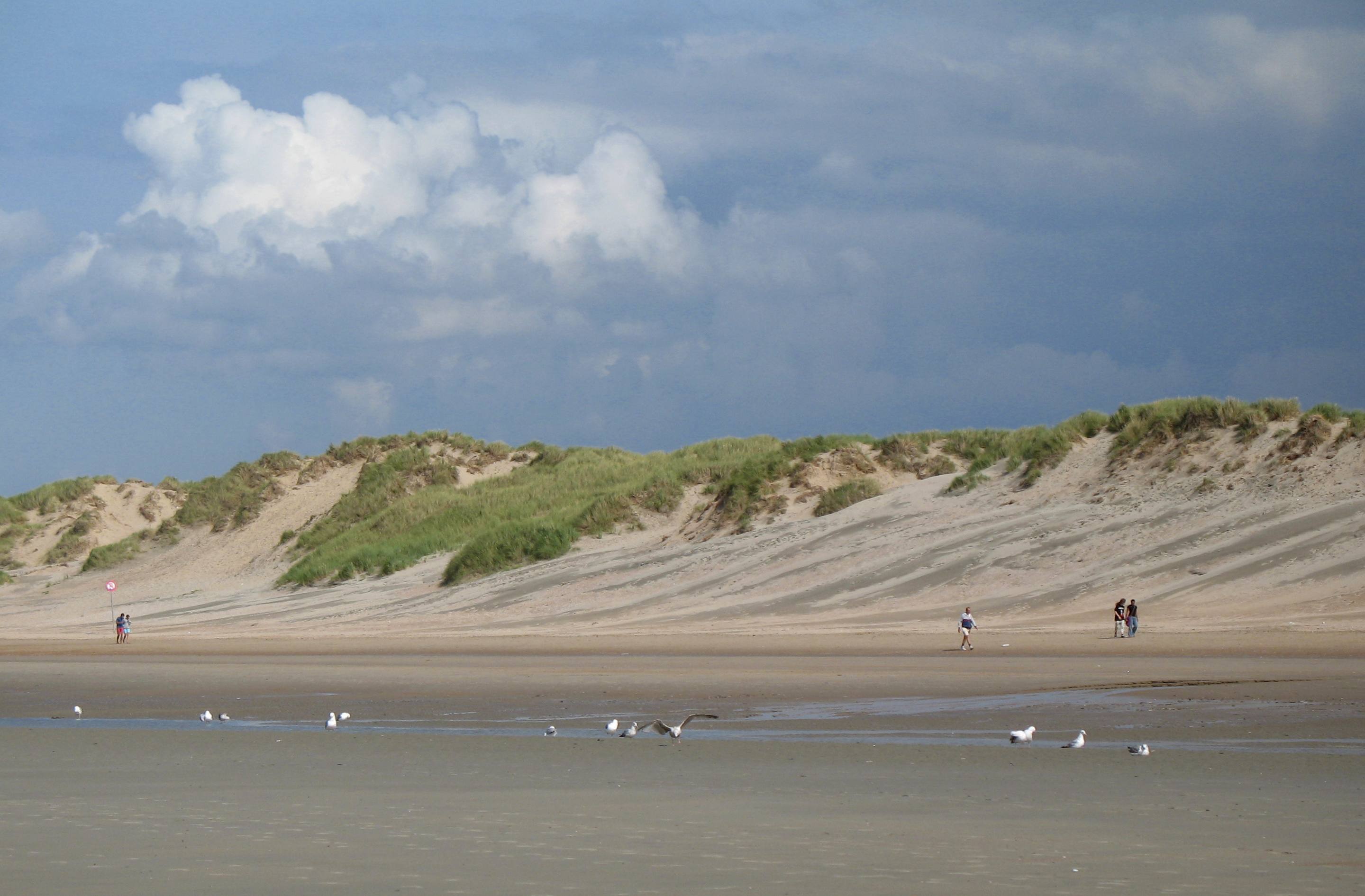
De duinen bij Koksijde.

Pas in de 7e eeuw begonnen de huidige duinen (afzetting van De Panne) zich te vormen en verliet de zee voorgoed de polders, op enkele uitzonderingen na, zoals de Testerepvliet. Ditmaal werd de zee een handje geholpen door de mens, dankzij de oprichting van dijken. Die had echter nog een verrassing in petto, want toen in de 11e eeuw een dijk brak als gevolg van een onvoorzichtige veenuitgraving, kwam een groot deel van het kustgebied kortstondig weer onder water te staan inclusief sedimentatie van een laagje polderklei ('Duinkerke III').
De oostkust zou doorheen de latere Middeleeuwen trouwens ook nog een paar kilometer achteruit schrijden als gevolg van de verlegging van de hoofdstroom van de Schelde van Oosterschelde naar Westerschelde. Zo werd onder meer het eiland Wulpen verzwolgen in zee.

#### De alluviale vlaktes

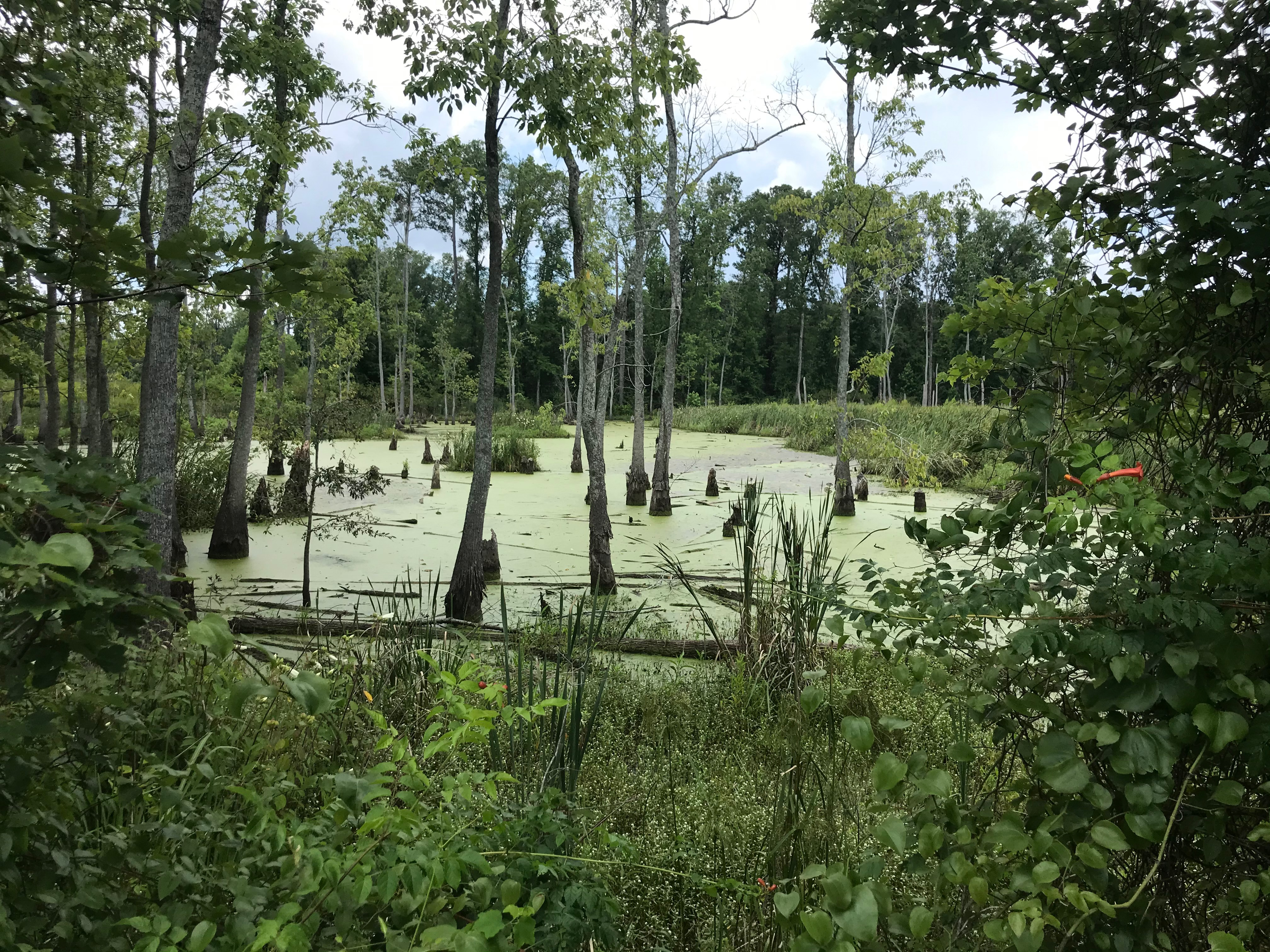
Veenvormend moerasbos.

Vanaf het Boreaal vond langsheen de rivieren in het binnenland op vrij grote schaal veenvorming plaats. Dit veen wordt hoogveen genoemd, in tegenstelling tot het laagveen dat in de kustgebieden voorkomt. Afhankelijk van de locatie eindigde de veenvorming tussen 4.000 v.C.en ongeveer de 11e eeuw. Op dat moment had de mens immers bijna volledig onze regio ontbost en op grote schaal de grond klaargemaakt voor landbouw, waardoor die blootgesteld werd aan erosie. De weggespoelde grond kwam in de rivierbeddingen terecht en veroorzaakte geregeld overstromingen, daarbij een alluviale siltlaag achterlatend. De Holocene afzettingen van de alluviale vlakte worden gegroepeerd in de Formatie van Arenberg (Scheldebekken) en de Formatie van Stokkem (Maasbekken).

## Geologische gebeurtenissen
| Datering          | Gebeurtenis |
| ----------------- | --- |
| ca 10900 v.C.     | In de Eifel barst de Laacher See vulkaan uit. De vulkanische as wordt over heel Europa gedeponeerd. Het is de laatste vulkaanuitbarsting nabij Vlaanderen. |
| ca. 6200 v. C.    | Storegga-aardverschuiving veroorzaakt een (in hoogte beperkte) tsunami aan de Noordzeekust |
| 21 mei 1382       | Aardbeving in het Nauw van Calais, gelinkt aan het Massief van Brabant. Huizen storten in te Brugge, schoorstenen vallen om te Gent. |
| 23 april 1449     | Aardbeving in het Nauw van Calais, gelinkt aan het Massief van Brabant. |
| 6 april 1580      | Aardbeving in het Nauw van Calais. Vallende schouwen en instortende huizen doden meerdere personen in Gent en Oudenaarde. |
| 18 september 1692 | Aardbeving bij Verviers. Grote schade in heel België. Aantal slachtoffers onbekend. |
| 1 november 1755   | De catastrofale aardbeving van Lissabon veroorzaakt ook in de Benelux seismische seiches. |
| 18 februari 1756  | Aardbeving bij Düren beroert heel West-Europa, zowel letterlijk als figuurlijk. Met het drama van Lissabon in het achterhoofd breekt her en der paniek uit. In allerijl worden publieke gebeden en processies georganiseerd om aan de toorn Gods te ontkomen. Deze beving wordt vandaag gelinkt aan de Roerdalslenk. In Duitsland vallen 4 doden. |
| 5 september 1767  | Een vloedgolf van 1,5m wordt geregistreerd in Oostende, gelijktijdig met een vloedgolf in Dublin. Het is onduidelijk of deze golf gecatalogeerd kan worden als tsunami. Gezien Lissabon nog vers in het geheugen lag, kan hier sprake zijn van een zekere 'recency bias'.                                                                         |
| 11 juni 1938      | Aardbeving bij Ronse. Er vallen twee doden. De beving wordt gelinkt aan het Massief van Brabant. |
| 8 november 1983   | Aardbeving bij Luik. Er vallen twee doden en tientallen gewonden. Door de ondiepe positie van het hypocentrum (5,8km) beperkt het schadegebied zich in Vlaanderen tot de omgeving van Tongeren. |
| 13 april 1992     | Aardbeving bij Roermond schudt ook Vlaanderen wakker. Geen doden. Breukwerking op de rand van de Roerdalslenk is de boosdoener. |

Een overzicht van alle aardbevingen waarvan men weet dat ze in België werden gevoeld, vindt men in de historische catalogus van de vakgroep seismologie aan de Koninklijke Sterrenwacht van België.

## Geologische instellingen
- Belgische Geologische Dienst
- Nationale Commissie voor Stratigrafie
- Databank Ondergrond Vlaanderen
- Vlaams Instituut voor de Zee
- Waterbouwkundig Laboratorium
- Werkgroep Seismologie-Gravimetrie van de Koninklijke Sterrenwacht België
- Vakgroep Geologie UGent
- Vakgroep Geologie KU Leuven